# Schurken im Superman-Universum
Der Artikel Schurken im Superman-Universum befasst sich mit den Gegenspielern der Comicfigur Superman.
Zunächst wird ein zusammenfassender Überblick über die allgemeine Entwicklung des Ensembles der Schurken im Laufe der vergangenen Jahrzehnte gegeben, die sich dem Zeitgeist entsprechend angepasst haben.
Im zweiten Abschnitt werden die einzelnen Widersacher, die in den Superman-Geschichten (Comics und Filme) zu verschiedenen Zeiten auftraten, in kurzen Charakterskizzen vorgestellt. Die Sortierung erfolgt alphabetisch.

## Ensemble der Superman-Schurken im Laufe der Zeit
Superman besitzt eine der ältesten und umfangreichsten Schurkengalerien der Comic-Welt. Sein wohl bekanntester Gegenspieler ist Lex Luthor, der seit den frühen 1940er Jahren in zahlreichen Inkarnationen – vom stereotypen Mad Scientist bis zum turbokapitalistischen Unternehmer – dem „Mann aus Stahl“ das Leben schwer gemacht hat. Bis heute ist er in jeder Verfilmung des Superman-Stoffes aufgetaucht, meist verkörpert durch prominente Schauspieler wie Gene Hackman und Kevin Spacey. Im Fernsehen schlüpften Darsteller wie John Shea oder Michael Rosenbaum in die Rolle.
In der breiten Öffentlichkeit der unbestritten bekannteste Superman-Gegenspieler gilt Luthor gemeinhin als Supermans Erzfeind oder Nemesis. Weitere weithin bekannte Feinde Supermans sind der außerirdische Wissenschaftler Brainiac vom Planeten Colu, der Zauberer Mr. Mxyzptlk aus der 5. Dimension, der Cyborg-Mensch Hank Henshaw, der Diktator Darkseid vom Planeten Apokolips, der fehlgeschlagene Superman-Klon Bizarro und das Monster Doomsday, das Superman einmal getötet hat.
Eine Sonderstellung in Supermans Schurken-Galerie nimmt Supermans erster Gegner der Ultra-Humanite ein, der als einer der ersten „Supervillains“ der Comic-Geschichte einer der „Urväter“ eines Figurentypus ist. Bei Ultra-Humanite handelt es sich um einen Wissenschaftler, der seinen Geist in andere Körper, unter anderem auch in Tiere, transferieren kann.
Während des Zweiten Weltkrieges kämpfte Superman hauptsächlich gegen die deutschen Nationalsozialisten – bis hin zu Adolf Hitler, den er wie auch Stalin in der Geschichte How Superman would end the War (1940) gefangen nahm und vor den Gerichtshof des Völkerbundes zerrte –, denen er auf den Kriegsschauplätzen Übersee, aber auch – bei der Abwehr von Sabotageaktionen – an der „Heimatfront“ entgegentrat. Daneben kämpfte der „Mann aus Stahl“ aber auch im Pazifikraum gegen die Truppen des japanischen Militärfaschismus.
Parallel zu seinen Kämpfen mit dem „absolut Bösen aus der realen Welt“ stellten sich dem Superhelden aber auch immer wieder kindgerechte Clowns und pittoreske Spinner entgegen, wie etwa der Prankster (1942), ein notorischer Streichespieler, oder der Toyman (1943), der versuchte, Superman mit elaborierten Spielsachen zu Leibe zu rücken. Mit dem verrückten Mr. Mxyzptlk (1944), der gegen Ende des Zweiten Weltkrieges in die Serie eingeführt wurde, wurde endgültig ein Trend von lebensbedrohlichen Kämpfen mit blutrünstigen Gegnern, wie sie dem Lebensgefühl der Kriegsjahre geschuldet waren, zu gutmütigen Scherereien mit im Grunde liebenswerten Chaoten, die eher dem Geist der anbrechenden Friedenszeit entsprachen, eingeleitet.
Mit dem radioaktiven außerirdischen Material Kryptonit, das Superman töten kann und das seit den 1940ern immer häufiger in der Comic-Serie auftauchte, wurde zudem ein Plot-Element in die Serie eingeführt, das es ermöglichte, auch normale menschliche Gauner ohne irgendwelche „Super“-Fähigkeiten zu ernst zu nehmenden Bedrohungen für den übermächtigen Helden zu machen. Das in seinem Ursprungszustand kräftig grün schimmernde Mineral wurde zu einer ewigen Achillesferse in den Superman-Comics.
In den 1950er Jahren hatte der „Stählerne“ es – vom Zeitgeist des Jahrzehnts der Raumfahrerprogramme und der Nuklearforschung beeinflusst – vor allem mit Außerirdischen und schreckenerregenden Ungeheuern zu tun. Der wichtigste und bleibendste dieser Außerirdischen war der grünhäutige Wissenschaftler Brainiac vom Planeten Colu. Daneben machte Superman – eine Reminiszenz an die vom Trauma der Atombombenabwürfe geschürten Ängste eines nuklearen Super-GAUs – zu dieser Zeit erstmals Bizarro, ein verzerrtes Spiegelbild seiner selbst, zu schaffen.
In den 1960er Jahren hatte Superman weiterhin vor allem mit dem „Alien der Woche“ zu tun, bekam es aber auch mit den Produkten von Laborunfällen wie dem Parasiten zu tun. Zeittypische Gegner waren zudem auch immer wieder Roboter, von denen Metallo der berühmteste wurde, und Paradiesvögel wie der Weltraumcowboy „Terra-Man“.
Die 1970er Jahre brachten für den Stählernen auf der einen Seite weiterhin Bedrohungen von kosmischen Ausmaßen wie die Götter vom Planeten Apokolips unter ihrem despotischen Anführer Darkseid. Ganz im Gegensatz dazu musste Superman sich aber auch immer häufiger mit verzwickten Alltagssituationen und den Streichen des Sportreporters Steve Lombard, einem Arbeitskollegen seines Alter Egos Clark Kent, herumschlagen.
Die 1980er Jahre brachten einen Trend zu zunehmend brutaleren Widersachern, so etwa der grausame außerirdische Kriegsherr Mongul oder der verstörte Vietnamkriegsveteran Bloodsport. Die zunehmende Brutalisierung der einstmals auf Kinder und Jugendliche zielenden Unterhaltung setzte sich auch in den 1990er Jahren und 2000ern fort und schlug sich schon in den Namen der Übeltäter nieder: Beispiele hierfür sind Bloodthirst, Massacre oder Killer-Cyborg.
Mit dem Monstrum Doomsday – dem es gar gelang, Superman zu töten (in The Death of Superman) – wurde 1992 ein weiterer vielbeachteter Schurke geschaffen. Die Spaßvögel früherer Zeiten verschwanden dagegen fast völlig: Der Prankster war in den 1990er Jahren in gerade einmal fünf von nahezu tausend in dieser Dekade erschienenen Superman-Comics zu sehen, während der Toyman, der früher Kinder gegen Erwachsene beschützt hatte, zum schreckenerregenden Kindermörder mutierte. Häufig wurden zudem seit den 1980ern Wesen aus der Unterwelt – Zombies, Dämonen und dergleichen mehr, wie etwa der Höllenfürst Neron, Lord Satanus oder die Wiedergängerin Silver Banshee – Protagonisten von Superman und des gesamten DC-Universums. Neben den Robotern der 1950er bis 1980er Jahre traten neue High-Tech-Wesen, wie die Frau namens High-Tech, vor allem aber auch der Cyborg-Superman.

## Schurken im Superman-Universum im Überblick

### Aethyr
Aethyr ist eine extradimensionale Entität, eine sogenannte „Überseele“ (zusammengesetzt aus unzähligen verlorenen Seelen), die über die Phantomzone herrschte. Die Phantomzone wurde einst von den Bewohnern Kryptons benutzt, um ihre gefährlichsten Verbrecher dorthin zu verbannen. Eines Tages entkamen General Zod und einige andere Verbrecher aus der Zone und schafften es, Superman und dessen kryptonischen Freund und ehemaligen Gegner Quex-Ul dorthin zu versetzen. Bei dem Versuch, Aethyr und der Phantomzone zu entkommen, kam Quex-Ul ums Leben, doch Superman gelang die Flucht und – mithilfe der Gerechtigkeitsliga – die Vereitelung von Zods Plan, die Erde aus Rache an Superman ebenfalls in die Phantomzone zu versetzen (Phantom Zone #1–4, 1982).
In anderen MedienIn der TV-Serie Smallville ist Aethyr genauso wie Nam-Ek eine Untergebene von General Zod, in Anlehnung an den Charakter Ursa aus der Verfilmung Superman II – Allein gegen alle.

### Anomaly
Anomaly („Anomalie“, deutsch: Abart) ist ein von der Forschungseinrichtung Projekt Cadmus geschaffener Klon des Kriminellen und Mörders Floyd Barstow. Anomaly debütierte in Adventures of Superman #539 (Autor: Karl Kesel, Zeichner: Stuart Immonen).
Der Zweck hinter dem Klon-Experiment war es, nachzuweisen, dass Kriminalität einer Person keine Frage der genetischen Veranlagung, sondern der Sozialisierung ist. Man hoffte dadurch belegen zu können, dass es so etwas wie ein kriminelles Gen nicht gibt. Das Experiment schien zunächst geglückt zu sein – Barstows Klon erwies sich als ein friedfertiger und anständiger Mann, der frei von jeglichen kriminellen Neigungen war. Schließlich wurde er jedoch von Alpträumen geplagt, in denen er schlimme Dinge tat. Barstow verlor die Kontrolle über sich und verwandelte sich in Anomaly und beging zahlreiche Verbrechen. Später, wieder in Barstow zurückverwandelt, versuchte er aus Scham diese Taten zu verheimlichen.
Als Anomaly verfügt Barstow über die Fähigkeit, seinen Körper in jede Substanz zu verwandeln, die er berührt. Nach mehreren Auseinandersetzungen mit Superman wurde Barstow erneut an Projekt Cadmus übergeben, wo man sich seither bemüht, ihn von seinem Alter Ego zu befreien. Anomaly gehörte der ersten Formation der von Morgan Edge ins Leben gerufenen Organisation Superman Revenge Squad an. Später schloss er sich auch kurzzeitig dem Verbrechersyndikat Intergang an.

### Arclight
Arclight, alias Noah Pastenetti, ist ein Geldeintreiber des Mobs. Er debütierte in Superman #99 vom April 1995 (Autor: Dan Jurgens). Als seine Bosse entdecken, dass Pastenetti Informationen über Aktivitäten des Mobs an die Reporterin Alicia Allison Parker weitergibt, schließen sie ihn in ein Atomkraftwerk ein und sprengen es. Pastenetti überlebt die Explosion, ist von der freigesetzten Strahlung jedoch nachhaltig verändert worden. Anstatt aus einem physisch greifbaren Körper bestand er fortan aus lebendiger Energie. Um dieser Energie eine Form zu geben, trägt er einen von LexCorp entwickelten Eindämmungsanzug. Seitdem führt Pastenetti einen Privatkrieg gegen den Mob, in dessen Zuge er zahlreiche Mitglieder ermordet. Nach mehreren vergeblichen Versuchen, Arclight dingfest zu machen, kann Superman ihn schließlich mit Hilfe von Jimmy Olsen und der Newsboy Legion stellen (Superman #104).

### Atomic Skull
Der Atomic Skull, alias Joseph „Joe“ Martin ist ein Geisteskranker, der sich für den Helden eines alten Film-Serials der 1940er Jahre hält.
Der Atomic Skull der Film-Serials ist ein Regierungsagent, der in den 1930er Jahren die Aktivitäten des bösen Doktor Electron untersucht, der ihn durch eine seiner Erfindungen in den Atomic Skull verwandelte. Skull verliebt sich in Electrons Tochter Zelda Wentworth, die ihm im Kampf gegen Electron und seine Handlanger beisteht. Schließlich vereitelt er die Pläne des Doktors und verwandelt sich in sein altes Ich zurück.
Joe Martin war ein Student, der bei den S.T.A.R.-Labs als Bote jobbte, um sein Studium zu finanzieren. Dort entdeckte man schließlich, dass er über das Meta-Gen verfügt, das es Menschen ermöglicht, Superkräfte zu entwickeln. Bei einem Laborunfall wurde er radioaktiv verstrahlt. Als er kurz darauf von drei Straßenräubern überfallen wurde, erlitt er eine schwere Kopfverletzung. Martin trug eine Gehirnerschütterung davon und glaubte in seiner schweren Verwirrung fortan, er wäre einer seiner eigenen Lieblingshelden. Martin glaubt weiterhin, Superman sei in Wahrheit sein Erzfeind „Doktor Psycho“, der versucht, ihn zu täuschen. Die Reporterin Lois Lane hält er zudem für seine Geliebte Zelda, die von Doktor Psycho einer Gehirnwäsche unterzogen wurde.
Atomic Skull verfügt über eine Vielzahl von Superkräften – übermenschliche Körperkraft, Schnelligkeit und Ausdauer sowie die Fähigkeit, tödliche Infrarot- und Mikrowellenstöße abzufeuern, und die Fähigkeit zu fliegen – als Folge seiner atomaren Verstrahlung. Ein Nebeneffekt von Martins Verstrahlung ist, dass sein Kopf immerzu Röntgenstrahlung abgibt, die seinen Totenschädel durch die Kopfhaut hindurch sichtbar macht. Joseph Martin debütierte in The Adventures of Superman #483 von 1991, der Atomic Skull in Action Comics #670 (1991). Eine frühere Version des Charakters – mit dem Alter Ego Michaels – debütierte in der Ausgabe #303 der ersten Superman-Serie vom September 1976 (Autor: Gerry Conway, Zeichner: Curt Swan)
Als Martin letztendlich von seinen Zwangsvorstellungen geheilt werden kann, versucht er – unter anderem mit Hilfe von Superman – ein Held zu werden.
Atomic Skull tritt in der Zeichentrickserie Justice League Unlimited auf (US-Synchronstimme: Lex Lang). Hier ist er ein Widersacher des Helden Wildcat, ein Mitglied der Legion of Doom, einer Schurkengruppe um den intelligenten Gorilla Grodd, später als Lex Luthor die Legion übernahm gehörte Atomic Skull zu seinen Anhängern, und unterstützt die Helden in der letzten Folge der Serie gegen den außerirdischen Diktator Darkseid.

### Black Zero II
Black Zero II ist ein intelligentes Computerprogramm bzw. -virus mit dem Superman und die Legion of Super-Heroes in dem Heft Superman & the Legion of Super-Heroes in Konflikt geraten. Der Virus wurde dieser Geschichte zufolge vor Jahrtausenden von der gleichnamigen Terroristengruppe Black Zero geschaffen und existierte danach jahrhundertelang verborgen in der Technik, aus der später Supermans Festung der Einsamkeit errichtet wurde. Bei einem Besuch der Legion in Supermans Festung wird Black Zero II versehentlich aktiviert. Danach unterzieht das Programm Superman und die Legion einem Virtual Reality Parcours, in dem sie verschiedene Etappen der kryptonischen Geschichte nacherleben. Den Höhepunkt dieser Illusion – der in der virtuellen Zerstörung Kryptons und gleichzeitig der realen Zerstörung der Erde gipfeln soll – können Superman und die Legion schließlich abwenden, indem sie Black Zero kurzschließen.

### Baron Ruthven
Baron Ruthven ist ein bösartiger Vampir. Ruthven debütierte in Man of Steel #14 von 1992 (Autor: Louise Simonson, Zeichner: Jon Bogdanove). Optisch ist er der von Max Schreck verkörperten Titelfigur aus Friedrich Wilhelm Murnaus Film Nosferatu nachempfunden und an den gleichnamigen Vampir der europäischen Volkssagen angelehnt. Ruthven entspricht dem traditionellen Vampirstoff vom mit übermenschlichen Fähigkeiten ausgestatteten karpatischen Edelmann, der nachts auszieht, um den Sterblichen das Blut auszusaugen. Zusätzlich zu den klassischen Vampirfähigkeiten besitzt er noch die Gabe, von Menschen Besitz zu ergreifen.

### Barrage
Barrage (deutsch: „Sperrfeuer“), alias Karnowsky, ist ein professioneller Dieb. Er debütierte in Superman Annual #2 von 1988 (Autor und Zeichner: John Byrne), wo er bei einer Auseinandersetzung mit der Spezialeinheit der Polizei von Metropolis, geleitet von Maggie Sawyer, seinen Arm verlor. Barrage trägt später eine robuste, mit Waffen bestückte Kampfrüstung sowie einen Visor. Karnowsky verfügt über keine Superkräfte, verfügt aber über ein beachtliches Können als Ingenieur. Sein Markenzeichen ist die mechanische Prothese seines rechten Armes, aus der er Geschosse aller Art abfeuern kann. Sein Ziel ist es sich an Sawyer zu rächen und diese zu töten, was bisher jedoch immer scheiterte.

### Bizarro
Siehe Hauptartikel Bizarro.

### Blackrock
Blackrock ist der Name mehrerer Superman-Widersacher, die auf einen magischen schwarzen Stein zurückgreifen der ihnen beträchtliche Fähigkeiten verleiht. Der erste Blackrock debütierte in Action Comics #458 vom April 1976.
In seiner ursprünglichen Version war Blackrock ein von Dr. Peter Silverstone geschaffener Stein, der aussah, wie ein schwarzes Juwel (Blackrock-Juwel), den dieser nutzte, um Personen seiner Wahl – erst den Fernsehproduzenten Sam Tanner, später dessen Neffen Les Vegas – in übermenschliche Wesen mit übermenschlichen Fähigkeiten zu verwandeln.
Später schuf Silverstone zunächst ein Energiewesen, das die Rolle des Blackrock ausfüllte, und übernahm schließlich sogar selbst diese Identität, indem er einen mächtigen Stein benutzte, der elektromagnetische Energie in den menschlichen Organismus integrieren konnte: So erlangte er die Fähigkeit zu fliegen, Energiestöße abzufeuern und wurde immens stark. In seiner neuen Identität als Blackrock traf er mehrmals im Kampf auf Superman.
Mit dem Neustart der Superman-Serie wurde die Hintergrundgeschichte Blackrocks umgeschrieben. Jetzt war der „Blackrock-Juwel“ nun mehr ein außerirdischer Symbiont, der dem Menschen, mit dem er sich verbindet, gewaltige Fähigkeiten verleiht, die insbesondere auf einer Steigerung dessen natürlicher Charaktereigenschaften basiert. In dieser neuen Kontinuität wurde Silverstone blind, nachdem er die Kräfte des Blackrock-Juwels zu lange missbraucht hatte. Der „Blackrock-Juwel“ wurde schließlich von dem entflohenen Sträfling Sam Benjamin entwendet, der Silverstone ermordete und den Stein in seine Gewalt brachte. Nach seiner Niederlage gegen Superman wurde Benjamin verhaftet und der Blackrock von Superman scheinbar vernichtet, indem er ihn in die Sonne schleuderte. Von dort wurde er schließlich auf Drängen Lex Luthors durch Bizarro geborgen. Den Stein übergab Luthor an die südamerikanische Revolutionärin und Drogenschmugglerin Lucia, die wegen ihrer Verhaftung durch Superman auf Rache am Mann aus Stahl sann. Nach Lucias Niederlage gegen Superman, versuchte dieser den Stein vor neuen Zugriffen zu sichern, indem er ihn in seiner Festung der Einsamkeit versteckte. Von dort konnte der Symbiont jedoch aus eigener Kraft entkommen um sich kurz nacheinander erst mit Plastic Man, dann mit Batman und zuletzt mit Jimmy Olsen zu verbinden, die sich jedoch alle vom Einfluss des schädlichen Juwels befreien konnten.

### Blaze und Satanus
Blaze und Satanus (auch Lord Satanus) sind zwei Dämonen, die in Supermans Heimatstadt Metropolis ihr Unwesen treiben. Blaze – eine weibliche Dämonin – und Satanus – ein männlicher Dämon – sind zwei verfeindete Geschwister, die als Menschen verkleidet ihre persönliche Fehde auf der Erde ausfechten. Die beiden sind das Produkt aus der Verbindung des weisen und gutmütigen Zauberers Shazam, dem Mentor von Supermans Freund Billy Batson, und einer unbekannten Dämonin. Blaze debütierte in Action Comics #655 vom Juli 1990 (Autor: Roger Stern, Zeichner: Bob McLeod), Satanus in Adventures of Superman #493 vom August 1992 (Autor: Jerry Ordway, Zeichner: Tom Grummett).
Dank ihrer Fähigkeit, die eigene Gestalt nach Belieben zu verwandeln, bleibt vom dämonischen Erscheinungsbild der beiden für gewöhnlich nichts über, wenn sie in ihren menschlichen Hüllen in Erscheinung treten: Während Satanus sich als der respektable Geschäftsmann und Zeitschriftenherausgeber Colin Thornton ausgibt, nimmt Blaze das Alter Ego einer Nachtklubbetreiberin namens Angelica Blaze an. Als Colin Thornton (dieser debütierte in Adventures of Superman #460 vom November 1989, ohne das ein dämonischer Hintergrund angedeutet wurde, so dass angenommen werden darf, dass sein Alter Ego ihm erst nachträglich angedichtet wurde) ist Blaze mit Supermans Alter Ego, dem Journalisten Clark Kent und dessen Kollegin und Ehefrau Lois Lane befreundet, die nicht nur eine Wohnung im selben Apartmentgebäude wie Thornton haben, sondern auch privat gelegentlich mit ihm verkehren – ohne dass Kent und Thornton etwas vom Doppelleben des jeweils anderen wissen. Kent hat zudem zeitweise als Chefredakteur für die von Thornton herausgegebene, wöchentlich erscheinende Nachrichtenzeitung Newstime Magazine gearbeitet – eine der erfolgreichsten Konkurrenten von Kents regulärem Arbeitgeber der Tageszeitung The Daily Planet. Die wirklichen Ziele von Blaze und Satanus wurden niemals zufriedenstellend erklärt, sondern stets etwas schemenhaft gelassen: So waren beide einerseits als „traditionelle Dämonen“ darauf aus, die Seelen von Sterblichen in ihre Gewalt zu bekommen, andererseits waren sie in einen erbitterten Privatkrieg verwickelt, in dem Superman und die Menschen von Metropolis nur Statisten am Rande waren, bei wieder anderen Gelegenheiten hatten beide jeweils eigene unbestimmt bleibende, unheilschwangere Pläne mit der Stadt Metropolis.
Als Dämonen verfügen Satanus und Blaze über beträchtliche Macht: Beide sind in „schwarzer Magie“ bewandert, die es ihnen ermöglicht, sich unsichtbar zu machen, an andere Orte zu versetzen, und sich und andere Lebewesen und Objekte nach Belieben zu transformieren. Zudem sind beide übermenschlich stark und verfügen über die Fähigkeit auf telepathischem Wege mit anderen Wesen zu kommunizieren bzw. Gedanken zu lesen.
Aus ungeklärten Gründen sind Satanus und Blaze in erbitterter Rivalität zueinander: Sie bekämpfen sich bis aufs Blut und versuchen stets die Pläne des jeweils anderen zu vereiteln – notfalls auch indem sie sich offen oder in einer Tarnung auf Supermans Seite stellen. Sowohl Blaze als auch Satanus vermeiden stets nach Möglichkeiten direkte Konfrontationen mit Superman und seinen Verbündeten: Stattdessen halten sie sich im Hintergrund, aus dem sie als „Schachspieler“ ihre Fäden ziehen und andere für sich handeln lassen. Zu direkten Begegnungen von Angesicht zu Angesicht zwischen ihnen und Superman kommt es daher nur äußerst selten und zu Kämpfen noch seltener, da beide es vorziehen, sich solchen durch ihre Fähigkeit den eigenen Körper durch schiere Willenskraft und Magie an einen anderen Ort zu versetzen, zu entziehen. Stattdessen schaffen sie sich bevorzugt Handlanger, die ihren Willen verwirklichen und die „Drecksarbeit“ erledigen: So schuf Blaze die dämonischen Kreaturen Silver Banshee und Skyhook, während Satanus die Droge DMN erfand, die die Konsumenten vorübergehend in Monster verwandelt, und demjenigen, der sie mit Nachschub der hochgradig suchterregenden Droge versorgen kann, treu ergeben sind. Einen persönlichen Groll gegen Blaze hegt Superman, da diese für den Tod von Jerry White, dem Sohn von Supermans Freund Perry White, dem Chefredakteur des Daily Planet, verantwortlich ist: Blaze tötete White und versuchte, seine Seele in Besitz zu nehmen. Superman konnte zwar nicht den Tod des Jungen, zumindest aber die Inbesitznahme seiner Seele verhindern. Satanus bislang größte Leistung bestand darin, die von Supermans Erzfeind Lex Luthor durch Zündung zahlreicher Sprengladungen zerstörte und in ein Ruinenfeld verwandelte Stadt Metropolis durch schwarze Magie wieder aufzubauen: Wobei seine Verantwortlichkeit für die Auferstehung der Stadt nur ihm selbst bekannt ist, da es ihm gelang, alle anderen Menschen glauben zu machen, die (von ihm ohne ihr Wissen) manipulierte Zauberin Zatanna habe die Stadt mit Hilfe von Superman, Perry White und dem Martian Manhunter wieder errichtet. Zuletzt wurde Colin Thornton von dem Wesen Spectre, der personifizierte Zorn Gottes, als Satanus enthüllt und ins Jenseits verschleppt.

### Blindspot
Blindspot („toter Winkel“) ist ein Dieb, der für das in Metropolis beheimatete Verbrechersyndikat Intergang arbeitet und sich mit Hilfe eines Spezialanzuges unsichtbar machen kann. Blindspot debütierte in Superman #44 vom Juni 1990 und wurde nach mehreren gescheiterten Anläufen ihn zu verhaften von Superman und dem Privatdetektiv Slam Bradley festgenommen (Adventures of Superman #483, 1991).

### Bloodhounds
Die Bloodhounds sind eine Task Force, die von der Forschungseinrichtung Projekt Cadmus, ins Leben gerufen wurde, um einen Weg zu finden, Superman unschädlich zu machen, falls es sich als nötig erweisen sollte. Sie besteht aus Mac, Tracker und Blood, drei mit High-Tech-Waffen ausgerüstete Elitesoldaten, die es ihnen ermöglichen, Superman Paroli zu bieten. Die Bloodhounds debütierten in Superman #58 vom August 1991 (Autor und Zeichner: Dan Jurgens). Nachdem sie Superman einmal gefangen nehmen konnten, traten sie noch verschiedentlich als Hintergrundcharaktere in Geschichten auf die in Cadmus spielten, verschwanden aber schließlich als Gegner aus der Superman-Serie.

### Bloodthirst
Bloodthirst (dt. „Blutdurst“) ist ein monströses Wesen, das im Untergrund von Metropolis lebt und das danach strebt Chaos und Unheil zu stiften, indem es möglichst viel Leid und Verderben über andere Lebewesen bringt. Bloodthirst – der in Superman: Man of Steel #27 debütierte (Autorin: Louise Simonson, Zeichner: Jon Bogdanove) – ist ein glatzköpfiger, verunstalteter Mann, der der Figur des Dr. Frank N. Furter aus der Rocky Horror Picture Show nachempfunden ist. Die Arme und Beine von Bloodthirst sind mit bizarren Poren überzogen die ein grünes Gas absondern, sein Gesicht ist eine erschreckende Fratze. Der obskure Mann – der nach eigenen Angaben über 1000 Jahre alt ist – verfügt über übermenschliche Körperkräfte, sowie die Fähigkeit, sich selbst zu teleportieren und seine Gestalt beliebig zu ändern. Laut Superman wird Bloodthirst in seiner Mordgier und Zerstörungslust durch keine anderen Ziele angetrieben als „das Böse an sich“.
Bei seiner ersten Begegnung mit Superman in der „Spilled Blood“-Storyline rekrutierte Bloodthirst andere Schurken wie High-Tech und Bloodsport um für Chaos in Metropolis zu sorgen, indem er diese mit modernen Waffen ausstattete und sie beauftragte, ein Massaker in der Stadt anzurichten (Man of Steel #27 und #28). Superman konnte die beiden zwar besiegen und schließlich auch Bloodthirst ausfindig machen, es gelang ihm jedoch nicht diesen daran zu hindern zu entkommen.

### Boss Moxie
Boss Moxie ist einer der mächtigsten Bandenchefs in Metropolis. Er ist der Gründer des Verbrechersyndikats Intergang, das er in den 1930er Jahren ins Leben rief. Nachdem er von dem Polizisten Jim Harper und der Newsboy Legion dingfest gemacht wurde, wurde Moxie zu einer fünfzigjährigen Haftstrafe in Stryker's Island, dem Stadtgefängnis von Metropolis verurteilt.
In seiner Abwesenheit begann Intergang zu zerfallen wurde aber schließlich von Moxies Sohn, Bruno Mannheim und dem Geschäftsmann Morgan Edge auf Weisung des Außerirdischen Despoten Darkseid wiederbelebt, um als Wegbereiter für die von Darkseid auf lange Sicht geplante Invasion der Erde zu fungieren. Diese zweite Inkarnation der Intergang wurde schließlich von Superman zerschlagen. Als Moxie im Alter von über 90 Jahren aus der Haft entlassen wurde, machte er sich daran, eine dritte Inkarnation der Gruppe zu gründen und erneut die Führung über Intergang zu übernehmen. Bei einem Versuch sich an den Newsboys bzw. vom Projekt Cadmus geschaffenen Klonen der ursprünglichen Newsboys zu rächen, traf Moxie auf den genialen Gen-Forscher Dabney Donovan. Donovan, ein ehemaliger Mitarbeiter von Projekt Cadmus, entnahm Genproben des im Kampf mit den Newsboys tödlich verwundeten Moxie, aus denen er einen um 50 Jahre jüngeren Klon schuf (Guardians of Metropolis #4, 1994). Gemeinsam mit weiteren Klonen ehemaliger „Intergangster“ aus den 1940er Jahren (Noose, Rough House, Torcher, Machine Gun) gründeten Moxie und Vincent Edge, der Vater von Morgan Edge, schließlich eine neue Intergang.
Diese neue Intergang machte Superman schließlich in diversen Abenteuern in den Jahren 1997 bis 1999 das Leben schwer: So versuchte Moxie die Kontrolle über die Unterwelt von Metropolis an sich zu bringen, scheiterte aber am Widerstand von Lex Luthor, der schließlich auch die Kontrolle über Intergang übernahm, ließ seine Handlanger Diebestouren unternehmen die zumeist von Superman vereitelt wurden, versuchte sich vergeblich an Guardian (einem Klon des Polizisten Jim Harper der ihn verhaftet hatte) zu rächen (Adventures of Superman #550, 1997), und ließ Jagd auf Supermans Freund Jimmy Olsen machen, in der Hoffnung, von diesem Supermans Geheimidentität zu erfahren. Nachdem Donovan und seine Handlanger nach und nach von Superman zur Strecke gebracht wurden, konnte schließlich auch Moxie verhaftet werden.

### Brainiac
Siehe Hauptartikel Brainiac

### Brawl
Brawl („Prügelei, Keile“) ist eine übermenschlich starke Kreatur die von Supermans Erzfeind Lex Luthor geschaffen wurde. Brawl, der zu Supermans körperlich stärksten Gegnern zählt, debütierte in Superman: Man of Steel #53 vom Februar 1996 (Autorin: Louise Simonson, Zeichner: Jon Bogdanove). Er ist ein hochgewachsener, kräftig gebauter Mann, mit grünlichen Panzerschuppen auf den Schultern und im Nackenbereich und langen rötlichen Haaren. Brawl ist das Produkt eines Laborexperiments, bei dem ein Mann namens Bill, der offiziell bei der Behandlung eines Gehirntumors gestorben war, mit Erbmaterial des außerirdischen Monsters Doomsday, zu einem Hybridwesen aus Mensch und Doomsday verschmolzen wurde. Das Erbmaterial von Doomsday hatte Luthor einem Knochenstück entnommen, das im Kampf mit Superman abgesplittert war. Über einen in Brawls Schädel eingepflanzten Mikrochip besaß Luthor die Kontrolle über Brawl, den er so aus sicherer Entfernung fernsteuern konnte. Luthor testete seine Schöpfung, indem er Brawl in Metropolis Amok laufen ließ. Nachdem Superman den Hybriden in einem ersten Kampf besiegen konnte, wurde Brawl in der Forschungseinrichtung „S.T.A.R.-Labs“ interniert. Von dort konnte das Monster bei einem von dem Kriminellen Parasit verursachten Massenausbruch fliehen, um erneut in Bridgewell Heights, einem Außenbezirk von Metropolis, Amok zu laufen. Als Brawl dort auf seine Lebensgefährtin „Rosebud“ aus seinem früheren Leben als Bill traf und begann sich an seine Vergangenheit und an die Verantwortlichen für seine Transformation zu erinnern, tötete Luthor ihn mit Hilfe eines Selbstzerstörungsmechanismus, der in dem Kontrollchip in Brawls Hirn eingebaut war (Action Comics #724, 1996).

### Bruno „Ugly“ Mannheim
Siehe Bruno Mannheim

### Brute
Brute war ein übermenschlich starker, großer und grober (engl. brute) Außerirdischer, der vom „galaktischen Tribunal“ mit der Verhaftung Supermans beauftragt wurde. Er debütierte in Superman: Man of Steel #50 vom November 1995. Gemeinsam mit seinem „Milchbruder“ Mope war Brute als Schmuggler tätig. Nach seiner Verhaftung durch das Tribunal, eine Art intergalaktischen Gerichtshof, wurden er und Mope zum Tode verurteilt. Da das Tribunal an einer Verhaftung Supermans interessiert war, für die es einen starken Kämpfer zu benötigen glaubte, stellte man Brute eine Begnadigung für ihn und Mope in Aussicht, wenn er helfen würde Superman zu verhaften und vor Gericht zu stellen. Brute ging auf das Angebot ein und half Superman von der Erde zum Planeten des Tribunals zu entführen. Da er jedoch gegen die vom Tribunal auferlegten Vorgaben bei der Verhaftung Supermans verstieß und sich auf einen vermeidbaren Kampf einließ, wurde seine Begnadigung zurückgezogen und Brute hingerichtet, indem man ihn lebendig an eine Rakete gefesselt in eine Sonne schoss. Superman rächte Brutes Tod, schließlich trotz ihrer Feindschaft, indem er gemeinsam mit Mope – der bei der Auseinandersetzung ebenfalls ums Leben kam – das Tribunal stürzte.

### Burton Thompson
Siehe Burton Thompson

### Cauldron
Cauldron („Kessel“) ist ein „lebendiger“ Kampfroboter der auf der Verbindung von Mechanik und menschlicher DNA basiert. Er wurde vom Projekt Cadmus geschaffen. Die Figur debütierte in Action Comics #695 vom Januar 1994 (Autor: Karl Kesel, Zeichner: Jackson Guice). Cauldron wurde auf der Grundlage des Genmaterials des Elitesoldaten Kevin Crowe, einem Mitarbeiter der Wachmannschaft von Cadmus der im Kampf mit dem Monster Doomsday schwer verletzt wurde und seither auf einen Rollstuhl angewiesen ist, geschaffen. Da Crowe ein Mann mit moralischen Grundsätzen ist, wurde auch der aus seinen Genen geschaffene Roboter ursprünglich ein „gutes Wesen“. Nachdem der korrupte Wissenschaftler Dabney Donovan durch eine Manipulation der technischen Kontrollgeräte bei Cadmus die Kontrolle über Cauldron übernommen hatte, war der Roboter entgegen seinen Willen genötigt, für Donovan Verbrechen zu begehen. Dabei kam es zu einer Reihe von Auseinandersetzungen mit Superman. Um sich der Kontrolle Donovans zu entziehen beging Cauldron schließlich Selbstmord, als er bei der Rettung von Einwohnern eines einstürzenden Gebäudes von den Trümmern erschlagen wurde.

### Cauldron II
Cauldron II ist ein Nachbau des ersten Cauldrons, ein lebendiger Roboter, der aus der kybernetischen Verquickung von menschlicher DNA mit Robotik basiert. Er debütierte in Action Comics #731 vom März 1997 (Autor: David Michelinie, Zeichner: Tom Grummett). Cauldron II wurde von dem russischen Kriminellen Nikolai Karpov nach den Bauplänen des ersten Cauldron gefertigt, nachdem ein korrupter Mitarbeiter der Forschungseinrichtung Projekt Cadmus – die Cauldron I geschaffen hatte – diese an Karpov verkaufte. Um seine neue „Anschaffung“ zu testen ließ Karpov Cauldron II im Hafen von Metropolis Amok laufen. Superman konnte den schier übermächtigen Roboter – der anders als Cauldron I in der Lage war Energie zu absorbieren und somit praktisch unverwundbar war – nicht zerstören. Stattdessen behalf er sich damit, Cauldron II ins Innere der Erde bis hin zum Erdkern zu treiben, wo Cauldron II seither gefangen ist.

### Cerberus
Cerberus ist ein mysteriöses Wesen, das nach dem Höllenhund Zerberus aus der griechischen Mythologie benannt ist. Er ist ein zerknautschtes hundeähnliches Wesen mit mehreren Köpfen die er nach Belieben abnehmen und durch andere Reserveköpfe ersetzen kann. Er debütierte in Superman: The Man of Steel #1 vom Juli 1991 (Autor: Louise Simonson, Zeichner: Jon Bogdanove). Cerberus ist zudem der Anführer einer nach ihm benannten Verbrecherorganisation (Cerberus Organisation).
Cerberus versuchte aus nie geklärten Gründen in Metropolis Unruhe und Verwirrung zu stiften (so griff er etwa die Einrichtungen des LexCorp-Konzerns an und versuchte Lois Lane zu entführen) und schickte verschiedene Gegner in den Kampf gegen Superman. So etwa den übermenschlich starken Hühnen Blockhouse, die Söldnerin Jolt, sowie Rorc und Sergeant Belcher und zuletzt den Cyborg Metallo. Wenn seine Handlanger im Kampf mit Superman unterlagen pflegte Cerberus diese durch eine Fernsteuerung unschädlich zu machen, indem er spezielle in ihren Gehirnen eingepflanzte Mikrochips aktivierte die kleine Sprengladungen zündeten, die die Träger zwar nicht töten, sie jedoch in geistesschwaches „Gemüse“ verwandelten. Im Falle von Metallo misslang dieses Vorgehen, da der Cyborg in dem Kampf mit Superman und dem Polizisten Dan Turpin der zu seiner Niederlage führte mit einem speziellen Löschschaum besprüht worden war, der seinen Schädel gegen die Radiowellen von Cerberus Sender isolierte, so dass der Zerstörungsbefehl den Chip nicht erreichen konnte. Im Verhör gab Metallo schließlich den Aufenthaltsort von Cerberus preis.
In Man of Steel #13 von 1992 gelang es Superman Cerberus Versteck in einem Gebirge außerhalb von Metropolis ausfindig zu machen, und den Anführer der Bande zu besiegen. Diesen sah man später unter anderem während der „Joker’s-Last-Laugh“-Storyline als Insassen des Gefängnisses „The Slab“.

### Chemo
Chemo ist ein hochhausgroßer Riese aus Chemikalien, eingefasst in einen transparenten Eindämmungsanzug, der mit prothetischen Hand- und Beineinheiten sowie künstlichen Augen ausgestattet ist. Chemo debütierte in Showcase #39 vom Juli 1962 (Autor: Robert Kanigher, Zeichner: Ross Andru und Mike Esposito). Da Chemo kein lebendiges Wesen ist, sondern Leben nur nachahmt, ist er praktisch unsterblich: Nach jeder Zerstörung kann Chemo sich selbst aufs Neue „sammeln“ und zu neuer Gestalt formen. Chemo ist imstande, in seinem Körper jedes bekannte Gift und jede bekannte Säure zu produzieren und diese nach Belieben auf seine Umgebung abzusondern oder als Waffe gegen Gegner einzusetzen.
Chemo war ursprünglich eine von dem exzentrischen Wissenschaftler Ramsey Norton gefertigte, 20 Fuß große Plastikröhre. In dieser Röhre sammelte Norton in seinem Labor die chemischen Reste seiner fehlgeschlagenen Experimente, um sich selbst anzuspornen. Als Norton schließlich ein scheinbar funktionsunfähiges Wachstumsmittel (mit dem er Pflanzen hatte züchten wollen, die derart groß sein sollten, dass man mit ihnen ganze Nationen sättigen könnte) in diese Plastikröhre einleitete, erschuf er versehentlich das „Wesen“ Chemo: Unter dem Einfluss des Wachstumsserums erwachte die Röhre zum Leben, vergiftete Norton, wuchs zu einem mehrere Meter großen Wesen heran und begann einen Vernichtungsfeldzug, in dessen Verlauf es alles zerstörte, was ihm in den Weg kam. Erst die Metal Men – eine Gruppe von lebendigen Robotern – konnten Chemo aufhalten. Später wurde Chemo bei den meisten seiner Zerstörungszüge von Superman gestoppt. Während der Invasion des außerirdischen Riesen Imperiex gegen die Erde griff die US-Regierung auf Chemo als Waffe gegen Imperiex zurück. Später nutzte der Terrorist Deathstroke Chemo als Werkzeug, um die Stadt Blüdhaven zu zerstören. Nach dieser letzten furchtbaren Tat Chemos katapultierte Superman das Wesen ins Weltall, um Chemo so endgültig unschädlich zu machen.
In der Zeichentrickserie Die Liga der Gerechten (Justice League) trat ein namenloses, Chemo nachempfundenes Monster auf.

### Chesire
Chesire, alias Jade Nguyen, ist eine Söldnerin und Attentäterin. Die Figur debütierte in New Teen Titans Annual #2 von 1983 (Autor: Marv Wolfman, Zeichner: George Pérez). Optisch ist Chesire eine attraktive Frau mit eurasischem Phänotyp und gold-bräunlich getünchter Haut. Ihre Kleidung ist zumeist ein jadegrünfarbener Kampfanzug mit passendem Stirnband. Sie hat lange schwarze Haare und schwarze Augen, ist 1,75 m groß und wiegt 61 kg. Ein besonderes Merkmal ist ein Blumen-Tattoo auf ihrer linken Brust.
Jade Nguyen wurde als Tochter eines französischen Vaters und einer vietnamesischen Mutter geboren. Sie hatte eine unglückliche Kindheit, wurde unter ungeklärten Umständen von ihren Eltern getrennt und geriet schließlich in die Hände eines Menschenhändlerrings, der sie in die Sklaverei verkaufte. Infolge dieses traumatischen Erlebnisses wurde sie psychisch labil und aggressiv. Nachdem sie ihren Herren ermordet hatte, wurde sie von dem chinesischen Freiheitskämpfer Weng Chan adoptiert, der sie auf seine Reisen durch den Fernen Osten mitnahm. Er unterwies sie in verschiedenen Kampfsportarten und bildete sie zu einer hervorragenden Akrobatin und Guerillakämpferin aus. Mit sechzehn traf sie in Afrika den einheimischen Attentäter Kruen Musenda, der ihr umfangreiches Wissen über Gifte vermittelte. Schließlich ehelichte sie Musenda und war zwei Jahre lang, bis zu seinem Tod, mit ihm verheiratet. Nach seinem Tod begann sie, als Söldnerin zu arbeiten.
Nguyen war über Jahre mit den Teen Titans, einer Gruppe junger Verbrechensbekämpfer, verfeindet. Ungeachtet dessen zeugte sie mit einem der Titans, Roy Harper (Speedy – der ehemalige Sidekick von Green Arrow), eine Tochter, Lian, die sie später dem Vater zur Erziehung übergab. Zusammen mit dem Söldner Deathstroke stahl sie einige russische Atomsprengköpfe, um die Welt erpressen zu können. Um ihren Forderungen Nachdruck zu verleihen, löschte sie den Staat Qurac im Mittleren Osten mit einer Bombe aus. Später formierte sie die Söldnergruppe „The Ravens“. Während dieser Zeit fand sie heraus, dass ihr wahrer Vater der amerikanische Senator Robert Pullman gewesen war, der ihre Mutter zuerst vergewaltigt und sie dann mit dem neugeborenen Kind im Stich gelassen hatte. Nguyen war Mitglied in verschiedenen anderen kriminellen Gruppen wie in Vandal Savages Gruppierung „Tartarus“ und bei den „Secret Six“ und hat mit anderen Söldnern wie Catman und KGBeast gearbeitet. Während ihrer Zeit bei den Secret Six wurde sie erneut schwanger, diesmal von Thomas Blake (Catman). Nachdem sie bei einer Auseinandersetzung mit Slade Wilson (Deathstroke) beinahe getötet worden wäre, hat sie sich in ein Chalet im Himalaya zurückgezogen, wo sie mit dem Sohn lebt, der aus der Beziehung mit Blake hervorging.
Chesire trat in der 5. Staffel der Zeichentrickserie Teen Titans auf. Sie ähnelt hier äußerlich sehr ihrer Comic-Inkarnation und verfügt ebenfalls über hervorragende Kampfsportfähigkeiten, trägt jedoch, entgegen ihrer Darstellung in den Comics, eine Katzenmaske.

### Circe
Circe wurde 1949 als Gegenspielerin zu Wonder Woman geschaffen, stellte sich aber seit 1958 immer wieder auch gegen Superman. Später gibt sie an, ebenfalls Kryptonierin zu sein (Action Comics #243, August 1958: “The Lady and the Lion”).

### Composite Superman
Composite Superman ist der Name dreier Schurken, die auf der Idee basieren Superman und Batman zu einem Charakter zu verschmelzen. Dabei besitzen diese „Composite supermen“ alle Kräfte und Fähigkeiten beider Helden kombiniert und gleichen äußerlich einer vertikalen Aneinanderheftung der rechten Körperhälfte von Batman und der linken Körperhälfte von Superman. Die Figur debütierte in World’s Finest Comics #142 vom Juni 1964 (Autor: Edmond Hamilton, Zeichner: Curt Swan).
Joseph Meach war ursprünglich ein Wächter im Superman Museum in Metropolis. Als er von einem Blitz getroffen wurde, entwickelte er eine Vielzahl von Superkräften und verfiel dem Wahnsinn. Er entwickelte die Besessenheit erst Superman und Batman besiegen zu müssen, und dann die Weltherrschaft an sich zu reißen. Zu diesem Zweck nahm er eine vollständig grüne Gestalt an und kleidete sich in ein Kostüm, das den Kostümen von Batman und Superman nachempfunden war: Die rechte Hälfte entsprach Batman, die linke Hälfte Superman. Im Zweikampf erwies der übermächtige Meach sich als stärker als Superman und Batman zusammen, dank seiner telepathischen Begabung konnte er sogar ihre Geheimidentitäten in Erfahrung bringen. Den Sieg über den Composite Superman konnten die Helden erst erringen, als dieser auf wundersame Weise seine Kräfte – die zeitlich begrenzt waren – verlor und wieder zu Joseph Meach wurde, der keinerlei Erinnerung an sein Dasein als Composite Superman besaß.
In World’s Finest Comics #168 vom August 1967 wurde ein zweiter Composite Superman eingeführt. Dieser war ein Außerirdischer namens Xan der zur Erde kam um seinen Vater, der einst von Superman und Batman besiegt worden war, zu rächen. Zunächst hatte Xan versucht Meach erneut gegen Superman und Batman zu hetzen, indem er diesen ein zweites Mal in den Composite Superman verwandelte. Nachdem dieser Plan an Meachs, inzwischen anständigem, Charakter gescheitert war – Meach zog es vor sich umzubringen um nicht als Waffe gegen seine neuen Helden herhalten zu müssen – beschloss Xan sich selbst zum neuen Composite Superman zu machen. Xan stellte den Unfall Meaches nach und erhielt so dieselben, nahezu grenzenlosen Kräfte wie dieser (World's Finest Comics #283, 1982). Gemeinsam mit der Legion of Super-Heroes gelang es Superman und Batman jedoch schließlich, auch diesen zweiten Composite Superman, der sich nun Amalgamax nannte, zu besiegen.
Ein dritter Composite-Superman wurde in der Serie Superman/Batman von dem Magier Mr. Mxyzptlk geschaffen, indem dieser die Supermen und Batmen mehrerer Realitäten miteinander verschmolz.
In der Ausgabe #56 der Serie Impulse schuf dessen Erzfeind Inertia einen Composite Superboy, indem er den Supercomputer Crayd'll mit Daten fütterte, die es diesem ermöglichten, sich in ein Mischwesen aus Superboy und Batmans Juniorpartner Robin zu verwandeln.
Der Composite Superman hatte einen Auftritt in der Zeichentrickserie Justice League Unlimited. Hier war er eine Mischung aus Batman, Superman und Wonder Woman. 2005 brachte DC Direct eine Actionfigur zum Composite Superman heraus.

### Conduit
Conduit (dt. „Bindeglied“), alias Kenny Braverman, war ein Terrorist der einen persönlichen Groll gegen Supermans Alter Ego, den Journalisten Clark Kent, hegte. Conduit debütierte in Adventures of Superman #0 von 1994 (Autor: Karl Kesel, Zeichner: Barry Kitson).

### Contessa del Portenza
Siehe Contessa del Portenza.

### Copperhead
Copperhead (Kupferkopf nach der englischen Bezeichnung copperhead snake für die Kupferkopfschlange) ist ein Dieb und Attentäter, ein Mischwesen aus Mensch und Schlange, mit dem Superman verschiedentlich zu tun hatte. Er debütierte in The Brave and the Bold #78 vom Juni 1968 (Autor: Bob Haney, Zeichner: Bob Brown).
Copperhead begann seine Karriere als ein Schlangenkostüm tragender Dieb in Gotham City: Nach seiner Ergreifung durch Batman begann er sich als Auftragsmörder zu betätigen, wobei er seinen Opfern den Garaus machte, indem er sie mit dem Schwanz seines Kampfanzuges nach Art der Schlangen erwürgte. Der Kampfanzug war zudem mit mimetischen Vorrichtungen ausgestattet die Copperhead einer Schlange äußerst ähnlich werden ließen: Durch künstliche Giftfänge konnte er seinen Gegnern mit dem Gift Venom lähmen oder töten, dank der soliden Panzerung des Kostüms war er nur äußerst schwer verwundbar (etwa resistent gegen Schusswaffenkugeln) und konnte zudem mit dem künstlichen Schwanz menschliche Knochen und Mauern mühelos zerbersten lassen. Als geübtem Kontorsionist war es ihm zudem möglich seinen Körper nahezu nach Belieben zu verbiegen und sich selbst auf engstem Raum nahezu unauffindbar zu verstecken. Copperheads mörderische Tätigkeit wurde immer wieder – vor allem durch Superman und Wonder Woman – Einhalt geboten. Um seiner notorisch erfolglosen Karriere neuen Schub zu geben verkaufte er schließlich seine Seele an den Dämonen Neron, der den Mann im Schlangenkostüm in ein richtiges Hybridwesen aus Mensch und Schlange verwandelte, das nun mehr richtige Giftzähne besaß, übermenschlich stark und beweglich war. In seiner neuen Inkarnation war Copperhead unter anderem in Auseinandersetzungen mit Superman und Superboy verwickelt, bevor er schließlich von der Agentin Kate Spence getötet wurde.
Copperhead trat als Handlanger-Schurke von Lex Luthor in den Zeichentrickserien „Justice League“ und „Justice League Unlimited“ auf (US-Synchronstimme: Efrain Figueroa, später Jose Yenque).

### Cyborg-Superman
Siehe Eintrag Killer-Cyborg weiter unten.

### Dabney Donovan
Siehe Dabney Donovan

### Dagda
Dagda ist ein magisches Wesen, das der sogenannten Millennium Guard angehört.

### Darkseid
Darkseid ist der Herrscher des Planeten Apokolips und einer der stärksten Gegner von Superman. Unzählige Jahrhunderte herrschte Krieg zwischen den Planeten New Genesis und Apokolips. Während die heroischen New Gods von New Genesis an Frieden und Harmonie glauben, kennen die Bewohner von Apokolips nur Unterdrückung und Sklaverei unter der zermalmenden Hand Darkseids. Unglücklicherweise wird sich der grausame Herrscher von Apokolips erst dann zufriedengeben, wenn er den gesamten Kosmos erobert hat. Zu diesem Zweck hat Darkseid die Erde als Quelle der schwer zu definierenden Anti-Lebensgleichung anvisiert, die ihm die Herrschaft über alle Lebewesen garantieren soll, inklusive Superman. Lange hat Darkseid nach einer Möglichkeit gesucht, die New Gods zu vernichten und den Kosmos zu beherrschen. Einst Zweiter in der Thronfolge auf Apokolips, ermordete Darkseid seinen Bruder Drax, um den machtvollen „Omega-Effekt“ zu nutzen und seine von Verzweiflung geplagte Welt unangefochten zu regieren. Später gelangte Darkseid auf seiner Suche nach der Anti-Lebensgleichung nach Metropolis, wo er die Intergang so ausrüstete, dass sie ihm als Vorhut zur Eroberung der Erde dienen konnte. Superman hinderte jedoch Darkseid und sein Gefolge daran, auf der Erde Fuß zu fassen.
In den Serien Superman und Justice League wird er von dem Schauspieler Michael Ironside gesprochen. In der dem Zeichentrickfilm Superman/Batman: Apokalypse wird er von Andre Braugher gesprochen. In der 10. Staffel von Smallville wird Darkseid der große Bösewicht sein.

### Deathtrap
Deathtrap (dt. „Todesfalle“) [auch Locksmith, „Schlosser“], alias Carl Draper, ist ein Ingenieur, der sich auf die Entwicklung von „unüberwindbaren“ Sicherheitssystemen spezialisiert hat, die in der Lage sein sollen Kriminelle mit Superfähigkeiten im Strafvollzug gefangen zu halten beziehungsweise öffentliche Einrichtungen vor Anschlägen von Metawesen sicher zu machen. Draper debütierte in Adventures of Superman #517 vom November 1994 (Autor: Karl Kesel), in dem ihm der Auftrag erteilt wurde eine sichere Gefängniszelle für den mächtigen Kriminellen Kenny Braverman, alias Conduit, zu konstruieren. Um die Qualität seiner Konstruktionen zu überprüfen lockt er Superman immer wieder in möglichst raffiniert gestaltete Fallen. Deathtrap genießt dabei die geistige Auseinandersetzung (battle of wits) die sich aus dem Wettkampf ergibt. Deathtrap beobachtet Supermans Fluchtversuche aus sicherer Entfernung durch Kameras und Detektoren und tritt mit ihm nur über ein phantasievoll gestaltetes Licht-Hologramm in Verbindung, das einen stereotypen Superschurken mit Umhang usw. darstellt.
Die ursprüngliche Anregung für Drapers Katz-und-Maus-Spielchen mit Superman war eine Provokation seiner Tochter, die – seine Arroganz gezielt reizend – stichelte, ihr Vater würde es nicht fertigbringen, den Helden in einer seiner Fallen dauerhaft festzuhalten. Hernach unternahm Draper zahlreiche Versuche, Superman unentrinnbare Fallen zu stellen, aus denen dieser aber letztendlich immer wieder – meist durch List und Cleverness anstatt durch übermäßige Anwendung seiner Superkräfte – entkommen konnte. Die Schwäche von Draper, der sich später Locksmith zu nennen begann, waren dabei sein übergroßes Ego und seine Arroganz. Ein weiteres bevorzugtes Opfer von Draper ist der Entfesselungskünstler Mister Miracle, den er einmal gemeinsam mit Superman einzusperren versuchte. Später übernahm Drapers Tochter heimlich, hinter dem Rücken ihres Vaters dessen Identität als Deathtrap und stellte Superman eine Falle.

### Desaad
Siehe Desaad.

### Demolitia
Demolitia (auch Bloodsport III), alias Marita ist eine brutale Vigilantin, die in Metropolis ihr Unwesen treibt. Sie debütierte in Action Comics #718 (Autor: David Micheline, Zeichner: Kieron Dwyer).
Marita Chevez war ursprünglich eine durchschnittliche Frau die mit ihrer Mutter in Metropolis lebte. Als Supermans Erzfeind Lex Luthor Metropolis mit Sprengstoff in Schutt und Asche legte wurde Chevez unter den Trümmern eines Hochhauses begraben. Sie wurde schließlich nach mehreren Tagen von einer Gruppe Plünderer geborgen die sie vergewaltigten. In ihrem Drang nach Rache schwor sie fortan die „Unschuldigen“ zu beschützen und die Schuldigen zu bestrafen: Sie betrieb eine Weile massives Bodybuilding und stählte ihren Körper. Von einem unbekannten erwarb sie sogenannte „Bloodsport“-Technologie, d. h. einen in der Handfläche eines Menschen anbringbaren Miniteleporter der es diesem gestattet aus einem Waffenarsenal sich nach Belieben Waffen herbei zu Teleportieren. Sie kleidete sich in einem Outfit, das dem des ursprünglichen Bloodsports ähnlich sah und ging fortan unter dem Namen Demolitia auf Verbrecherjagd: Sie ermordete einige Straßenschläger und machte Jagd auf den Waffenschieber Richie Corday. Superman verhinderte dass Demolitia diesen tötete konnte Demolitia aber nicht festnehmen, die sich ihm entzog, indem sie sich selbst wegteleportierte. Später unternahm Demolitia noch einen vergeblichen Versuch Lex Luthor zu ermorden (Superman's Nemesis Lex Luthor #2) und arbeitete kurzzeitig für Wonder Womans Erzfeindin Circe (Wonder Woman #175).

### DNAliens
Siehe DNAliens.

### Doomsday
Der außerirdische Genetiker Bertron wollte auf Krypton das „perfekte Wesen“ erschaffen, das unter Nutzung der Evolution dem Tod trotzt. Er schuf dabei ein wahres Monster, dessen einziges Ziel die Vernichtung anderer Lebensformen ist. Doomsday vernichtete Bertron und dessen Versuchslabor und begann einen Weg aus Tod und Zerstörung über den Planeten und später durch das Universum, was ihn schließlich zur Erde führte. Doch dort stellten sich ihm die Justice League und Superman in den Weg. Nach einem langen, harten Kampf, der in Metropolis endete, starben sowohl Doomsday als auch der Mann aus Stahl (siehe hierzu: Der Tag, an dem Superman starb). Doomsday hat in der Folge bewiesen, dass der Tod ihn nicht aufhält, sondern er jedes Mal noch widerstandsfähiger wird, denn jede Todesursache ist für ihn nur einmal tödlich. In der Serie Smallville hat Doomsday ein menschliches (kryptonisches) Alter Ego Davis Bloom und ist der Sohn von Faora und General Zod und gelangte wie Kal-El während des Meteoritenschauers von Krypton zur Erde.

### Dreadnought
Siehe Psi Phone und Dreadnought.
Dreadnought, alias „Jacob Thiede Hennerbichler Einfalt“ ist ein deutscher Geschäftsmann, der sein Debütauftritt im Comic 123 „Superman gegen die Milliardäre“ hatte. Er verfügte über eine große Menge Kryptonit und verbündete sich mit Lex Luthor, um Superman zu schlagen. Da Superman sich den beiden allerdings aufgrund der großen Menge Kryptonit nicht nähern konnte, bat er Wonder Woman, die beiden festzunehmen. Jacob konnte fliehen, jedoch wurde sein Gesicht durch die kryptonische Strahlung entstellt, weshalb er sich eine Maske aufsetzte und sich fortan Dreadnought nannte.

### Effron the Sorcerer
Effron the Sorcerer („Effron der Zauberer“) ist ein Magier aus einem Zauberland namens Veliathan, mit dem es Superman verschiedentlich zu tun bekam. Die Figur trat bislang nur in der „alten“ Superman-Serie auf, nach dem Neustart der Superman-Reihe 1986 ist Effron bislang nicht in Erscheinung getreten. Die Figur debütierte in World's Finest Comics #210: „World of Faceless Slaves!“ (März 1972). Er wurde von Elliot S. Maggin geschaffen, der Effron nach Irving Effron, dem Vater eines Freundes, den Maggin als eine besonders imposante Erscheinung empfand, modellierte. Effrons diffuse Agenda in den Geschichten, in denen er auftrat, sah stets vor, Menschen (und Superman) aus ungeklärten Gründen in gesichtslose Wesen zu verwandeln, die ihm dienen sollten.

### Emerald Empress
Sarya vom Planeten Venegar bildet mit Tharok, Validus, Mano und dem Persuader die Fatal Five. Durch das smaragdgrüne „Auge von Ekron“ (the Emerald Eye of Ekron), einem mystischen Gegenstand, ist sie in der Lage zu fliegen, Energiestrahlen zu schießen und im Weltraum zu überleben.

### Euphor
Er unterzieht Menschen einer Gehirnwäsche, durch Entzug der negativen Emotionen, die ihm selbst dann wiederum die Superkräfte verleihen.

### Eve Teschmacher
Eve Teschmacher (auch Miss Teschmacher, gespielt von Valerie Perrine) ist die Assistentin von Supermans Erzfeind Lex Luthor in den Filmen Superman und Superman II – Allein gegen alle. Sie genießt das von Luthor geführte Luxusleben. Sie beschwert sich aber darüber, dass es insbesondere unter der Erdoberfläche stattfindet und unterstützt Luthors Pläne nicht bedingungslos, was dazu führt, dass sie Supermans Leben rettet, als er der Strahlung von Kryptonit ausgesetzt ist. Während Luthor und sein Gehilfe Otis im Gefängnis sitzen, ist sie nicht inhaftiert und hilft, die beiden zu befreien. Ihre Mutter wohnt in Hackensack in New Jersey.
Im Arrowverse tritt Eve Teschmacher in der Supergirl-Serie auf und wird von Andrea Brooks dargestellt.

### Faora Hu-Ul
Eine kryptonische Kriminelle und Mörderin, der es gelang nach dem Untergang Kryptons aus der Phantomzone zu entkommen. Auch bekannt unter dem Namen „Ursa“ in Superman II – Allein gegen alle. In Superman: The Animated Series nannte man sie Mala. In der Serie Smallville ist sie die Gattin von General Zod. Antje Traue spielt Faora in Man of Steel.

### Frank Sixty
Frank Sixty ist ein krimineller Tüftler (Kybernetiker), der dem Verbrechersyndikat Intergang angehört. Sixty debütierte in Action Comics #758 von 1999 (Autor und Zeichner: Stuart Immonen). Er erschuf im Auftrag von Boss Moxie, dem damaligen Chef der Bande, unter anderem einen robotischen Riesen-Hummer, um Superman zu töten. Nachdem Sixty Moxie betrog und „ans Messer lieferte“, wurde dieser verhaftet, woraufhin Sixty folgerte, dass nunmehr er selbst der Boss der Intergang sei. Sixtys Verbleib nach der Übernahme der Intergang durch Bruno Mannheim ist ungeklärt.

### General Zod

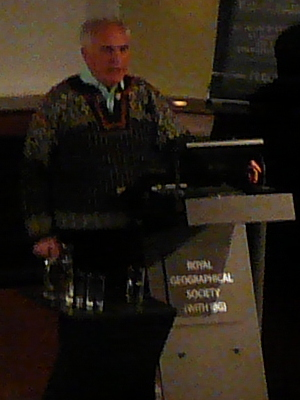
Schauspieler Terence Stamp (2007)

General Zod, auch (Dru-Zod), ist ein krimineller Offizier, der von Supermans Heimatplaneten Krypton stammt. Zod, der in Adventure Comics #283 vom April 1961 debütierte, zählt aufgrund seines Auftrittes in dem zweiten Superman-Film von 1980 zu den berühmtesten Superman-Gegenspielern überhaupt. Da er wie Superman ein Kryptonier ist, verfügt er über dieselben Kräfte wie der Held und ist damit einer der wenigen Superman physisch wirklich gleichgestellten Widersacher. Zod wird meist als arrogant und selbstherrlich porträtiert. Die Filmfigur ist erkennbar am biblischen Engel Luzifer orientiert: Wie dieser rebelliert Zod gegen die Obrigkeit und versucht die Herrschaft zu übernehmen, wird von einer übermächtigen Vaterfigur besiegt und verbannt. Schließlich kommt er mit seinem Gefolge auf die Erde, um gegen den Sohn seines Verdammers zu kämpfen.
In seiner ursprünglichen Version war Zod einfach nur ein größenwahnsinniger Offizier, der aufgrund seiner Verbrechen zusammen mit anderen kryptonischen Verbrechern in die Phantomzone – eine spezielle Dimension, in der die Kryptonier ihre Kriminellen gefangen hielten – gesperrt wurde (Adventure Comics #283). In dieser Zone steht die Zeit still und man muss auf ewig für seine Sünden büßen. Nach dieser Version war er einstmals der Direktor des kryptonischen Raumfahrtzentrums gewesen und hatte auch Supermans Vater, den kryptonischen Wissenschaftler Jor-El gekannt. Zod versuchte schließlich mit Hilfe einer Armee von robotischen Duplikaten seiner selbst die Herrschaft über Krypton an sich zu reißen, scheiterte mit diesem Unterfangen jedoch und wurde lebenslang in die Phantomzone verbannt. Später wurde er in dieser Variante von dem heranwachsenden Superman aus der Zone befreit, der nicht um die Schwere von Zods Verbrechen wusste. Nachdem Zod versuchte die Erde zu erobern, kam es zur Auseinandersetzung mit dem damals noch als Superboy bekannten Charakter, der ihn besiegen konnte und erneut in die Zone verbannte. Im weiteren Verlauf der Superman-Serie gelang es Zod immer wieder aus der Zone zu entkommen und sich mit dem inzwischen erwachsen gewordenen Superman neue Kräftemessen zu liefern.
Nach dem Neustart der Superman-Reihe 1986 verschwand Zod vorerst aus der Superman-Kontinuität, kehrte aber schließlich als Bewohner des „Westentaschenuniversums“, einem künstlichen von dem Zeitreisenden namens Time Trapper geschaffenen Universums, zurück. Dieser neue Zod zerstörte gemeinsam mit seinen Helfern Quex-Ul und Faora die Erde dieses „Mini-Universums“, wurde aber schließlich von Supergirl und Superman, der aus seinem Universum in das Westentaschenuniversum hinübergerufen worden war, um den Bewohnern gegen Zod beizustehen, besiegt. Da man nicht wusste, wie man Zod gefangen halten sollte, exekutierte Superman ihn mit Hilfe von Kryptonit.
2001 wurde schließlich eine dritte Variante von Zod in der „Return to Krypton“-Storyline eingeführt, in der Superman auf den vermeintlich noch existenten Planeten Krypton reist, der sich schließlich als Teil einer von dem Gedanken manipulierenden Schurken Brainiac kreierten künstlichen Realität erweist: Dieser Zod ist ein faschistoider Offizier, der das vermeintliche Krypton in Brainiacs Illusion beherrscht. Zods Militärputsch wird schließlich von Superman und Jor El aufgehalten, bevor Superman in seine eigene Realität zurückkehrt.
Die vierte Variante der Figur war schließlich ein russischer Offizier: Dieser war der Sohn zweier russischer Kosmonauten, die während einer Weltraumreise mit Kryptonit verstrahlt worden waren. Infolgedessen wurde ihr Erbgut verändert, was sich auch auf ihren Sohn auswirkte. Dieser besaß unter den Strahlen einer roten Sonne fortan dieselben Kräfte wie Superman. Auf Geheiß des Geistes des toten Zod aus dem Westentaschenuniversum – der aus ungeklärten Gründen zu ihm sprechen konnte – nahm er dessen Namen (Zod) an und baute sich eine Kampfrüstung, die imstande war, rote Sonnenstrahlen zu speichern und ihm so Superman-ähnliche Kräfte zu verleihen. Derart gestärkt versuchte er mehrfach vergeblich Superman zu ermorden, die gelbe Sonne des Sonnensystems in eine rote Sonne zu verwandeln und Supermans Platz als Beschützer der Erde einzunehmen. Bei einem dieser Angriffe starb Zod (IV) schließlich an Überanstrengung.
In der zwölfteiligen Storyline „For Tomorrow“ (Superman #204-#215) wurde schließlich die neueste Version von Zod eingeführt: Dieser Zod – geschaffen von Richard Donner, dem Autor der alten Superman-Filme – ist sehr eng an die Filmversion angelehnt. Er wurde nach einem gescheiterten Staatsstreichversuch gemeinsam mit Ursa und Non in die Phantomzone verbannt, die von Supermans Vater Jor-El bewacht wurde. Nach der Zerstörung Kryptons geriet die Zone in Supermans Besitz. Ein gemeinsamer Sohn Ursas und Zods befreite die drei Schurken schließlich aus ihrem Exil und ermöglichte ihnen die Rückkehr in die „Realität“, wo sie sich in einer modifizierten Abwandlung der Filmhandlung von 1980 mit Superman maßen. Der entscheidende Unterschied besteht vor allem in Zods Versuch seinen Sohn Chris Kent, der sich in Supermans Obhut befindet, wiederzugewinnen. Optisch ist dieser Zod sehr an den Schauspieler Terence Stamp und dessen schwarze Uniform aus dem 1980er-Film angelehnt, trägt zudem aber noch einen schwarzen Trenchcoat.
In den ersten beiden Superman-Filmen von Richard Donner (1978 und 1980) wird Zod von dem Schauspieler Terence Stamp verkörpert. Während er im ersten Film nur eine Nebenrolle spielt – die Eingangssequenz des Films zeigt Zods Verbannung in die Phantomzone durch Supermans Vater Jor-El und seinen Schwur sich an Jor-El und seinen Nachfahren zu rächen –, tritt er im zweiten Film als Supermans zentraler Widersacher auf. Durch die Folgen der Explosion einer Wasserstoffbombe im Weltall aus der Phantomzone befreit kommen Zod und seine Helfer Non und Ursa auf die Erde. Durch die Strahlen der gelben Sonne der Erde erlangen sie die gleichen Kräfte wie Superman und versuchen diese zu nutzen, um die Erde zu erobern. Zur Hilfe eilt ihnen dabei Supermans Erzfeind Lex Luthor. Nach langem Hin und Her gelingt es Superman schließlich am Ende des Films die drei Schurken mit einem Spezialgerät in seiner Festung der Einsamkeit ihrer Kräfte zu berauben und sie so zu besiegen. Während einige Varianten des Films implizieren, das Trio wäre – seiner Kräfte beraubt – von Superman im Kampf getötet worden, zeigen einige „geschnittene Versionen“ und „Lost Scenes“-Sequenzen, die Verhaftung der drei nunmehr zu normalen Menschen gewordenen Kryptonier durch eine arktische Polizeitruppe. Stamp verkörpert Zod als einen arroganten und selbstherrlichen Gegner Supermans.
In der TV-Serie Smallville trat Zod in mehreren Folgen als ein körperloser Bösewicht auf (fast alle Gefangenen in der Phantomzone sind Phantome, losgelöst von ihren Körpern, sodass sie ihr nicht entfliehen können), der sich anschickt zunächst den Körper des jungen Lex Luthor in Besitz zu nehmen und diesen zu nutzen, um später die Erde zu erobern. Zods Geist kann schließlich von seinem Wirt getrennt und in die Zone zurückgeschickt werden. Zods Handlanger heißen in „Smallville“ Nam-Ek und Aethyr, aber auch Brainiac hilft ihm dabei, der Phantomzone zu entkommen. In der neunten Staffel ist ein Klon des jüngeren Major Zod Hauptgegner von Clark Kent/Kal-El.
Zod ist einer der am meisten referenzierten Superman-Schurken in der amerikanischen Popkultur. Insbesondere die markigen Worte „Kneel before Zod“, die Terence Stamp in dem zweiten Superman-Film nach seinem vermeintlichen Sieg über Superman spricht, sind in den Vereinigten Staaten heute so etwas wie ein geflügeltes Wort geworden und werden noch heute ständig zitiert, etwa in der Zeichentrickserie „Family Guy“ oder der „Daily Show“ mit Jon Stewart. Sie werden zudem seit einigen Jahren äußerst erfolgreich als Textaufschrift für Stoßstangen-Sticker verwendet.

### Gus Gorman

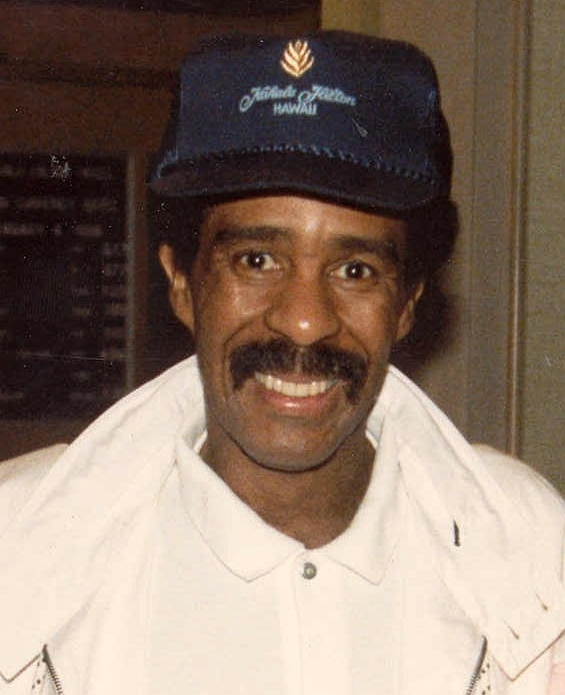
Schauspieler Richard Pryor (1986)

August „Gus“ Gorman (gespielt von Richard Pryor) ist ein Arbeitsloser, der eher zufällig sein Talent als außergewöhnlich begabter Programmierer entdeckt. Er tritt in Superman III – Der stählerne Blitz als Gegner Supermans auf.
Gorman ist ein im Grunde gutmütiger Mensch, der vom kriminellen Großindustriellen Ross Webster für dessen Zwecke missbraucht wird. Webster nutzt Gormans Talent, um die Wirtschaftsmärkte durch computerinduzierte Pannen zu manipulieren (Missbrauch von Satelliten, Änderung der Routen von Öltankern etc.) und so seinem Ziel, der ökonomischen Herrschaft über die Welt, näher zu kommen.
Gorman hilft auch mit, künstliches Kryptonit herzustellen, das auf Superman ähnliche Auswirkungen hat wie Rotes Kryptonit in den TV-Serien Smallville oder Lois & Clark, mit dem Unterschied, dass es grün schimmert. Superman verliert jegliches Interesse an seinem Heldendasein und wird böse. Die folgende Darstellung Christopher Reeves erinnert stark an Bizarro.

### Hellgrammite
Hellgrammite ist ein Mischwesen aus Mensch und Insekt, das als Dieb und Söldner in Metropolis lebt. Die Figur debütierte in The brave and the Bold #80 vom Oktober 1968.
Hellgrammite war ursprünglich ein Entomologe namens Roderick Rose der sich einem Selbstexperiment unterzog in dessen Verlauf er in ein Hybridwesen aus Mensch und Insekt verwandelt wurde. Nach der als Hellgrammite bezeichneten Larve der sogenannten Dobsonfliege gab er sich diesen Namen. Als Hellgrammite verfügte er über übermenschliche Körperstärke und Sprungkraft. Seine Pläne drehten sich zumeist darum andere Menschen in abgeschwächte Formen seiner selbst zu verwandeln um so ein Volk aus Insekt-Mensch-Mischwesen zu begründen. Dabei kam es zu Auseinandersetzungen mit Batman und dem Creeper (Brave and the Bold #80) und mit Green Arrow und Black Canary (World's Finest Comics #248–249). Später betätigte er sich als Söldner in Metropolis. In dieser Funktion versuchte er mehrfach, Supermans Erzfeind Lex Luthor zu ermorden, auf den ein korrupter Untergebener ein Kopfgeld ausgesetzt hatte, um sicherzustellen, dass seine eigennützigen Machenschaften unentdeckt bleiben würden. An der Ausführung seiner Pläne wurde er jedoch zweimal von Superman und der Wissenschaftlerin Kitty Faulkner und einmal von Supergirl gehindert. Später ging Hellgrammite einen Pakt mit dem Dämonen Neron ein, der ihm im Austausch für seine Seele neue Kräfte verleiht: Seither ist Hellgrammite deutlich stärker und weniger verletzbar als zuvor.
In der Zeichentrickserie „Justice League Unlimited“ trat Hellgrammite als Mitglied der Schurkengruppe Legion of Doom und als Teilnehmer des Gladiatorenkampfes „Meta Brawl“ auf.

### High-Tech
High-Tech ist ein von Professor Taddaeus Killgrave geschaffener „weiblicher“ Roboter, mit dem Superman verschiedentlich zu tun hatte. High-Tech diente sich vor allem anderen Schurken als Handlangerin an, so dem geisteskranken Bloodthirst und dem Terroristen Manchester Black.

### Host
Host (en. „Gastgeber“) ist ein Roboter aus weißem Metall in der Gestalt eines Riesen, in dem die Seelen aller Angehörigen eines ermordeten außerirdischen Volkes versammelt sind. Er debütierte in Superman #5 vom Mai 1987 (Autor und Zeichner: John Byrne).

### Hunab
Hunab ist eines von drei magischen Wesen die der „Millennium Guard“ angehören.

### Inkling
Inkling ist ein Berufsdieb, der die Fähigkeit besitzt sich selbst „immateriell“ zu machen und dann durch Objekte (z. B. Wände) und Personen einfach hindurch zu laufen. Inkling war ursprünglich ein Obdachloser, der auf den Straßen von Metropolis lebte und sich dann Burton Thompson, dem Leiter der S.T.A.R.-Labs, als Versuchsperson für ein mysteriöses Experiment zur Verfügung stellte. Im Verlauf dieses Experimentes habe er seine besonderen Fähigkeiten erlangt. Die Erlebnisse in den S.T.A.R.-Labs scheinen Inkling psychisch massiv derangiert zu haben: So ist er geistig hochgradig verwirrt, in seinem Verhalten, seinem Denken und seinen Äußerungen desorientiert und unzusammenhängend. Inkling betätigte sich eine Weile als Dieb, vor allem von Geld und Schmuck, entkam jedoch meistens nur ohne seine Beute. Dies ergab sich, indem er sich bei seiner Flucht selbst immateriell machte und durch Wände ging, während seine Beute materiell blieb und so von den Mauern abgehalten wurde. Nach mehreren vergeblichen Versuchen, Inkling dingfest zu machen, gelang es Superman und dem Detektiv Slam Bradley, Inkling in seinem immateriellen Zustand durch ein energetisches Kraftfeld zu fesseln und in diesem festzuhalten. Nach seiner Ergreifung übergaben sie ihn erneut an Thompson – ohne freilich von der Verbindung Thompsons zum Inkling zu wissen. Die Figur ist seither nicht mehr aufgetreten.

### Intergang
Die Intergang ist ein Verbrechersyndikat, das in Metropolis tätig ist. Die Organisation wurde in Superman's Pal Jimmy Olsen #133 vom Oktober 1970 (Autor: Jack Kirby) ins Superman-Universum eingeführt.
Die erste Version der Intergang, die in den 1970er Jahren in von Jack Kirby verfassten Superman-Abenteuern auftrat war ein auf Veranlassung des außerirdischen Despoten Darkseid ins Leben gerufener Zusammenschluss von irdischen Kriminellen, die den Auftrag hatten, den Weg für die von ihm ins Auge gefasste Invasion der Erde zu bereiten. Darkseids Erwägungen gingen dahin, dass die Intergang durch ihre Aktivitäten Chaos und Verwirrung stiften und so allmählich die Verteidigungsfähigkeit der Erde schwächen würde, was es ihm möglich machen würde einen siegreichen Schlag gegen den Planeten zu führen und ihn in seine Gewalt zu bringen. Um diesen Plan voranzutreiben rüstete Darkseid die Mitglieder der Intergang (Intergangster) mit futuristischer Technologie von seinem Heimatplaneten Apokolips aus (Waffen, Fahrzeuge, Schallröhren-Teleporter) aus, stellte ihnen gelegentlich einige seiner Gefolgsleute von Apokolips zur Seite und gab den Intergangstern Ratschläge, um eine möglichst erfolgreiche Durchführung ihrer Pläne zu gewährleisten.
Zum ersten Anführer der Intergang ernannte er den Gangster Bruno „Ugly“ Mannheim (Jimmy Olsen #139). Ihm zur Seite stellte er seine Diener Simyan und Mokkari, zwei Wissenschaftler von Apokolips, die ihre Fähigkeiten als Genetiker nutzen um in ihrem Labor („Evil Factory“) durch die Verbindung von menschlicher mit außerirdischer DNA eine schier unerschöpfliche Masse von Monstern zu züchten, die Mannheim und seine Mannen bei der Umsetzung ihrer Pläne unterstützten. Um die Tätigkeit der Intergang in Metropolis weiter zu unterstützen, ließ Mannheim außerdem den Medienmogul Morgan Edge, den Präsidenten des größten Fernsehsenders von Metropolis (Galaxy Broadcasting) entführen und durch einen von Simyan und Mokkari geschaffenen Klon ersetzen. Dieser nutzte seine Kontrolle über das von Edge regierte Medienimperium, um die Intergang finanziell und medial zu unterstützen. Nachdem der gefangene Edge aus der Gefangenschaft der Intergang entkommen konnte, gelang es Superman und Jimmy Olsen jedoch schließlich, der Intergang das Handwerk zu legen und Mannheim zu verhaften, während der Edge-Klon aufgrund einer Verwechslung mit seinem „DNA-Spender“ von Darkseids Diener Tombstone Gear ermordet wurde.
Nach dem Neustart der Superman-Serie 1986 wurde auch die Geschichte der Intergang generalüberholt. Der Anstoß zur Gründung des Syndikats ging zwar auch in dieser neuen Variante von Apokolips aus, nunmehr war jedoch der richtige Morgan Edge (kein Klon) der heimliche Chef der Intergang. Während er in der alten Version des Superman-Stoffes tatsächlich ein respektabler Geschäftsmann gewesen war, gab er in der neuen Variante lediglich vor, dies zu sein, organisierte hinter der trügerischen Fassade jedoch die Aktivitäten der Intergang. Mannheim war sein „Mann fürs Grobe“, der die wichtigeren Operationen der Gruppe leitete. Als es den Reportern Cat Grant – die eine Affäre mit Edge begonnen hatte, um seinen Taten auf die Schliche zu kommen – und Clark Kent (Supermans Alter Ego) schließlich gelang, Edges Doppelleben zu enthüllen, erlitt dieser aufgrund des Stresses einen Herzinfarkt. Edge kam zunächst ins Krankenhaus und wurde dann zu einer langjährigen Haftstrafe verurteilt: Während seine legalen Aktivitäten von seinem Vater Vincent Edge fortgeführt wurden, übernahm Mannheim die Leitung der Intergang. Ein weiterer Unterschied zur Originalversion war zudem, dass nicht Darkseid, sondern Darkseids Diener Desaad, der sich lediglich für Darkseid ausgab, der Spiritus rector der Intergang gewesen sei und dass sein Motiv zur Gründung der Intergang nicht die Bodenbereitung für eine Invasion, sondern die pure Freude am Leiden und den Schmerzen anderer (Desaad phonetisch angelehnt an den Schriftsteller de Sade, nach dem das Wort Sadismus benannt ist) gewesen sei.
Superman gelang es schließlich, auch Mannheim und den übrigen Resten der Intergang das Handwerk zu legen: Während die meisten Mitglieder der Bande (etwa der Wissenschaftler Thaddaeus Killgrave) inhaftiert wurden, starb Mannheim – scheinbar –, als er versuchte, durch einen Schallröhren-Teleporter zu fliehen, der in sich kollabierte, als er ihn halb durchschritten hatte.
Die Intergang wurde schließlich von Boss Moxie, Mannheims Vater, der seit seiner Verwicklung in die Bandenkriminalität in Metropolis in den 1940er Jahren im Gefängnis gewesen war und erst mit über neunzig Jahren aus der Haft entlassen worden war, neu gegründet. Durch die Zusammenarbeit mit dem genialen Genetiker Dabney Donovan, einem abtrünnigen Mitarbeiter des Projekt Cadmus, gelang es dem greisen Moxie, sich und seinen „Lieutenants“ ein zweites Leben zu verschaffen: Donovan schuf junge Klone von Moxie und seinen Komplizen aus den 1940er Jahren: Noose, Roughouse, Machine Gun und Torcher. Diese Klone verfügten nicht nur über übermenschliche Fähigkeiten, sondern hatten von Donovan auch die Erinnerungen ihrer DNA-Spender introjeziert bekommen, so dass sie sich an alle Erlebnisse ihrer „Paten“ erinnern konnten, als hätten sie diese selbst durchlebt.
Während der alte Moxie starb, übernahm sein junger Klon die Führung der zweiten Generation der Intergang. Moxie war in der Folge in Machtkämpfe mit dem aus der Haft ausgebrochenen Morgan Edge und mit Supermans Erzfeind Lex Luthor verwickelt, die beide versuchten, die Intergang zu übernehmen. Daneben waren Moxies Handlanger vor allem mit der Jagd auf den Skinman, einen weiteren alten Rivalen, und mit der Jagd auf den Reporter Jimmy Olsen beschäftigt – von dem Moxie irrtümlicherweise annahm, er kenne Supermans Geheimidentität. Während Torcher und Machine Gun bei einer Auseinandersetzung mit der Spezialeinheit der Polizei von Metropolis ums Leben kamen, wurden Moxie, Noose und Roughouse nach und nach von Superman verhaftet. Zuletzt führte der Kybernetiker Frank Sixty das Kommando über die Gruppe, um das nach Moxies Weggang entstandene Vakuum zu füllen.
Zuletzt wurde die Intergang abermals – diesmal von Mannheim der seinen angeblichen Tod doch überlebt hatte – neu gegründet, namentlich als eine Art kriminelle Sekte, die den biblischen Mörder Kain als Heiligen verehrt und das Verbrechen als die „große dominierende Macht“ des 21. Jahrhunderts zelebriert. Als Heilige Schrift greift die kultische neue Intergang auf ein steinernes Buch zurück, das angeblich aus den Felsen gefertigt wurde, mit denen Kain seinen Bruder Abel erschlug.
Intergang trat in diversen Folgen der Serien „Lois and Clark: The New Adventures of Superman“, „Smallville“ (mit Rutger Hauer, später Patrick Bergin als Morgan Edge), „Superman: The Animated Series“ (Synchronstimme von Mannheim Bruce Weitz), „Justice League“ und „Justice League Unlimited“ auf.

### Isabella Theroux
Auch bekannt als „Isobel“. Sie ist eine Vorfahrin von Lana Lang aus der TV-Serie Smallville und eine leibhaftige Hexe. Kurz vor ihrer Hinrichtung bereitet sie einen Zauber vor, durch den sie später Lana Langs Körper okkupiert.

### Jackal
Jackal („Schakal“) ist ein Hybridwesen aus Menschen und Schakal, dessen Herkunft bislang ungeklärt ist. Er ist ein Killer, der sich selbst als Verbrechensbekämpfer geriert und der anderen seine Vorstellung von Gerechtigkeit aufnötigt. Seine Vorgehensweise ist brutal und rücksichtslos. Die Figur debütierte in Action Comics #683 von 1992 (Autor: Roger Stern). Jackal hat das Aussehen eines Mannes, der mit verschiedenen Charakteristika eines Schakals versehen ist (scharfe Krallen und Zähne, ein tierähnliches Gesicht, fellartige Mähne, dunkle Hauttönung und mehr). Der Jackal macht in erster Linie Jagd auf Kriminelle wie Drogendealer oder Brandstifter.

### Jax-Ur
Jax-Ur ist, ebenso wie General Zod, ein kryptonischer Krimineller. Er wurde ebenfalls in die Phantomzone verbannt und entging so dem Untergang Kryptons. In der Zeichentrickserie Superman: the Animation Series ist Jax-Ur Zod nachempfunden, der nach einem Putschversuch auf Krypton, den Supermans Vater Jor-El verhindern konnte, zusammen mit seiner Komplizin Mala in die Phantomzone verbannt wurde. Sie konnten allerdings später auf der Erde entkommen, aber nach einem längeren Kampf mit Superman wieder in die Zone verbannt werden.
Jax-Ur hat auch im Film Man of Steel einen Auftritt und wird von Mackenzie Gray gespielt.

### Joker
Im Film The Batman/Superman Movie tun sich Lex Luthor und der Joker zusammen, um Superman und Batman auszulöschen.

### Jolt
Jolt ist eine Handlangerin von Cerberus.

### Kalibak
Siehe Kalibak.

### Kancer
Kancer ist ein Wesen das General Zod aus Krebszellen aus Supermans Körper erschuf (Debüt in Action Comics #777, Mai 2001).

### Kekona
Siehe Kekona.

### Killer-Cyborg
Der Körper des Astronauten Hank Henshaw wurde während eines Routinefluges im Weltall durch tödliche, kosmische Strahlung zerstört. Das Bewusstsein des Astronauten gelang es zu überleben, indem es sich in den Computer des Raumschiffs flüchtete. Ins physische Leben kehrte Henshaw zurück, indem er sich selbst in Supermans Geburtsmatrix herunterlud. Er wurde als machtbesessener Killer-Cyborg wiedergeboren, der zu gleichen Teilen über Supermans DNA und die unzerstörbaren kryptonischen Legierungen der Matrix verfügt. Er wurde durch den Verlust seiner Menschlichkeit in den Wahnsinn getrieben.

### Killgrave
Professor Thaddeus Killgrave ist der stereotype verrückte Wissenschaftler in Supermans Schurkengalerie. Killgrave, der in Superman #19 vom Juli 1988 debütierte (Autor und Zeichner: John Byrne), ist ein extrem kleinwüchsiger Mann (2,5 Fuß „Körpergröße“) mit einem Napoleonkomplex, der ihn antreibt seine geringe Körpergröße durch besonders ehrgeizige Ziele wettzumachen. Äußerlich fällt Killgrave neben seiner Knirpshaftigkeit vor allem durch seine unverkennbare Topfschnitt-Frisur und durch die dickglasige Brille auf. Frisur und Brille zusammen verleihen ihm ein besonders groteskes und verschrobenes Aussehen. Der Name Killgrave ist ein sprechender Name, der sich aus den englischen Wörtern kill („töten“) und grave (Grab) zusammensetzt und seinen Träger somit als eine besonders destruktive und blutrünstige Person charakterisiert.
Eine Gefahr für Superman ist Killgrave vor allem aufgrund seiner genialen Fähigkeiten als Erfinder und Ingenieur die es ihm ermöglichen, dem „Mann aus Stahl“ mit immer neuen phantastischen High-Tech-Geräten zu Leibe zu rücken: So schuf er in der Vergangenheit unter anderem futuristische Kampfpanzer, Jet-Packs, Molekulardisruptoren die es ihm ermöglichten durch Wände zu gehen und Nuklearsprengköpfe, um seine Ziele zu erreichen und Superman den Garaus zu machen.
Superman traf erstmals auf Killgrave als er dessen Plan die Weltherrschaft an sich zu reißen vereitelte. Seither ist Killgrave ein Feind des „Mannes aus Stahl“. Um sich an dem Helden zu rächen stattete er unter anderem den geisteskranken Joker mit Nuklearsprengköpfen aus (Superman #9) und erschuf die Cyborg-Frau High-Tech (Action Comics #682), die er auf Superman hetzte. Daneben hat Killgrave gemeinsam mit Toyman für das Verbrechersyndikat Intergang – das ihm den Zugang zu moderner, außerirdischer Technologie vom Planeten Apokolips ermöglichte – und den Terroristen Manchester Black gearbeitet. Ein Versuch Superman nach dem Verlust seiner Kräfte zu ermorden (Action Comics #659) scheiterte ebenso wie Killgraves Plan die Kontrolle über die „B13“-Technologie, durch die die Technik der Stadt Metropolis gesteuert, wird zu übernehmen.

### Kirichitan
Kirichitan, alias Dr. Noah Brasil, ist ein extremer Umweltaktivist der in Metropolis aktiv ist. Kirichitan möchte sich im Namen der Natur an der Großstadt für ihre Sünden gegen die Umwelt rächen. Er debütierte in Action Comics #740 vom Januar 1998 (Autor und Zeichner: Stuart Immonen). Bei seinen Aktionen kleidet sich Kirichitan in die traditionelle Tracht japanischer Samurais (Helm und Brustpanzer). Er konnte schließlich von Superman und der Spezialeinheit der Polizei von Metropolis aufgehalten werden.

### Knockout
Siehe Knockout.

### Kryptonite Man
Der Kryptonite Man ist ein Mann dessen Körper aus Kryptonit besteht, den für Superman tödlichen, strahlenverseuchten Überresten seines zerstörten Heimatplaneten Krypton. Er debütierte als Kryptonite Kid in Superboy #83 vom September 1960. In Superman #299 vom Mai 1976 trat er schließlich als Kryptonite Man auf. Aufgrund der Beschaffenheit seines Körpers ist der Kryptonite-Man traditionellerweise einer der tödlichsten Gegner Supermans und einer jener Schurken, denen der „Mann aus Stahl“ am schwersten beikommen kann. In der ursprünglichen Fassung der 1960er Jahre war der Kryptonite Man ein Mann, der bei einem Flug durchs All eine Wolke aus Kryptonitgas durchflog und sich daraufhin in ein Wesen aus lebendigem Kryptonit verwandelte. Nach dem Neustart der Superman-Reihe 1986 wurde der Kryptonite Man 1991 in Superman #43 als ein von den außerirdischen Wissenschaftlern Simyan und Mokkari geschaffener fehlgeschlagener, grünhäutiger Klon Supermans eingeführt. Zudem debütierte in der Reihe Superman/Batman eine dritte Variante des Charakters: Ein Energiewesen aus gas- und lichtförmigem Kryptonit, das die Kontrolle über die Körper anderer Wesen übernehmen kann. Die neueste Variante der Figur ist ein Mann namens K. Russel Abernathy der 2006 in die Superman-Reihe eingeführt wurde: Dieser ist ein Wissenschaftler der auf der Suche nach neuen Energiequellen Kryptonit untersuchte und bei einem Laborunfall verstrahlt und in ein Wesen aus lebendigem Kryptonit verwandelt wurde.

### Lenny Luthor

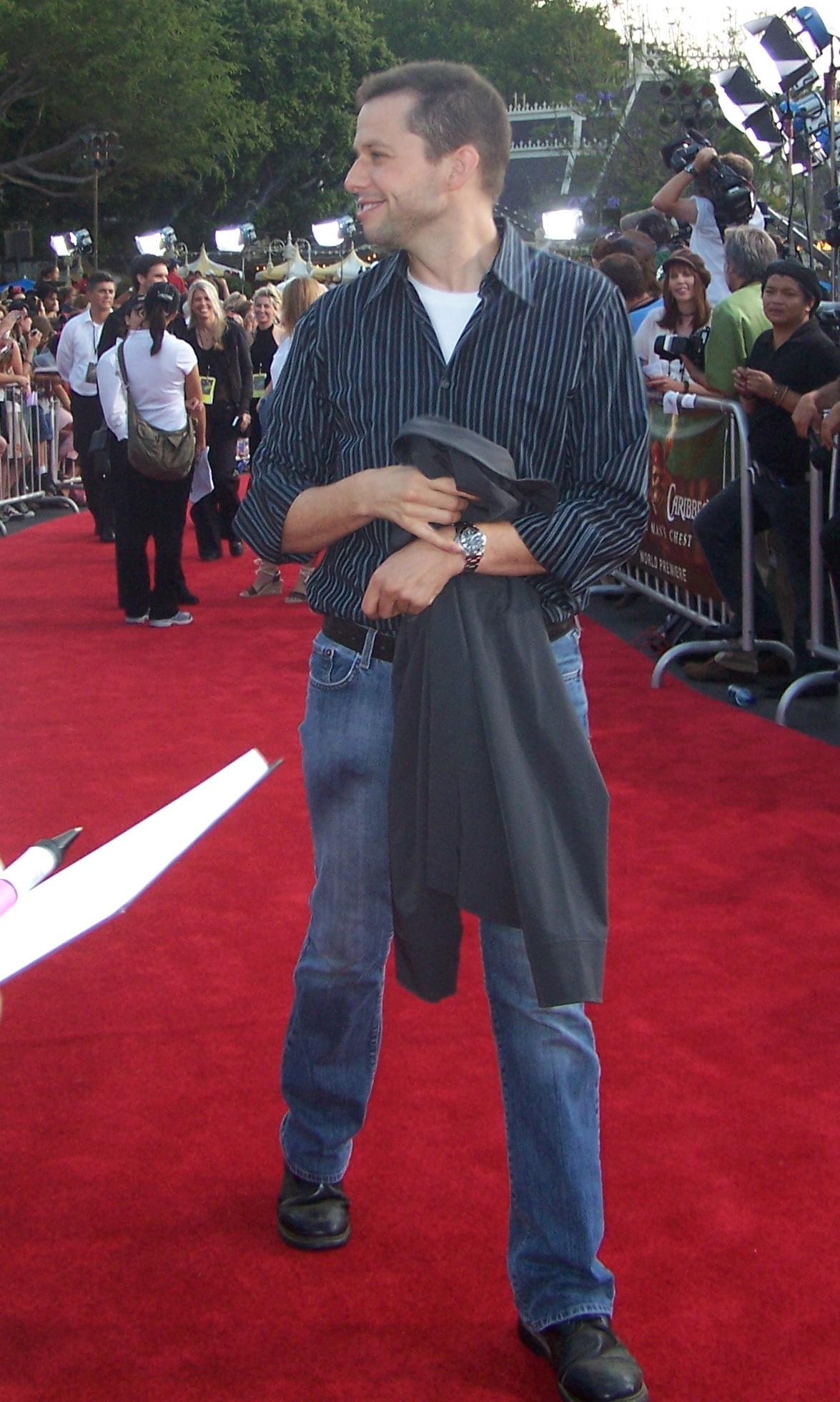
Schauspieler Jon Cryer (2004)

Lenny (gespielt von Jon Cryer) ist der Neffe von Lex Luthor. Er taucht in Superman IV – Die Welt am Abgrund auf und befreit seinen Onkel aus dem Gefängnis. Zusammen erschaffen sie Nuclear Man.

### Lex Luthor
Siehe Hauptartikel Lex Luthor.

### Lobo
Siehe Hauptartikel Lobo.

### Locksmith
Siehe Deathtrap.

### Loophole
Loophole („Hintertürchen“), alias Deke Dickson, ist ein kleiner Dieb der die wenig schmeichelhafte Reputation genießt, der „erfolgloseste“ Kriminelle von Metropolis zu sein. Loophole, ein dürrer Mann mit grauem Haaransatz, debütierte in Adventures of Superman #505 vom Oktober 1993 (Autor: Karl Kesel, Zeichner: Tom Grummett) und fungiert seither immer Mal wieder als ein „Comic relief“-Charakter in den Superman-Comics. Loopholes Auftritte sind dabei stets im Kontext eines Running gags zu sehen der mit Hilfe der Figur erzählt wird: Dieser Gag besteht darin, dass Loopholes Diebeszüge stets mit Leichtigkeit von Superman vereitelt werden, wobei Loophole sich am Ende stets in der unvorteilhaften und peinlichen Situation befindet dank seiner ungewöhnlichen Fähigkeit durch materielle Dinge einfach hindurchgehen zu können – die Superman durch Tricks gegen ihn wendet – in irgendwelchen Objekten auf ganz besondere Weise „festzustecken“. Bei seinem ersten Auftritt steckte er z. B. in der Tür eines Tresorraumes fest (sein Körper war halb im Tresorraum und halb im Vorraum).
Loophole ist ein ehemaliger Angestellter der Forschungseinrichtung S.T.A.R.-Labs, der seinem Arbeitgeber ein experimentelles Gerät („Immaterialisator“) stahl, mit dessen Hilfe er sich selbst „immateriell“ machen kann. In diesem Zustand kann er weder berührt werden noch halten ihn Mauern etc. auf. Da die Kontrolleinheit für seinen „Immaterialisator“ sehr anfällig gegen Hitzeeinwirkung ist, war es für Superman immer leicht, Loophole mit seinem Hitzeblick das Handwerk zu legen. Er zerstörte die Kontrolleinheit, woraufhin Loophole feststeckte. Bei seinem ersten Auftritt wurde Loophole die zweifelhafte Ehre zuteil, der erste Schurke zu sein, der von Superman nach seiner Auferstehung von den Toten im Rahmen der „The Reign of the Supermen“-Storyline dingfest gemacht wurde. Weitere „Vorfälle“ dieser Art ereigneten sich in Adventures of Superman #520 und #538, in JLA/Avengers #1 und Superman #97, sowie der Jubiläumsausgabe Superman Forever – begleitet bei seinen Einbrüchen wurde Loophole stets von weiblichen Assistentinnen die mit ähnlichen Geräten ausgestattet waren.

### Lord Satanus
Siehe Blaze und Satanus

### Luke Benson
Luke Benson (gespielt von Jeff Corey) ist ein Schurke aus dem Film Superman and the Mole-Men. Er ist der Anführer einer Gruppe verängstigter Menschen aus der Stadt Silby, die vorhaben die sogenannten Maulwurfsmenschen zu töten.

### Machine Gun
Michael „Mike“ Gunn, genannt Machine Gun, ist ein Mitglied des Verbrechersyndikates Intergang. Gunn der in Adventures of Superman #544 vom März 1997 (Autor: Karl Kesel, Zeichner: Stuart Immonen) debütierte, verfügt über die Fähigkeit seine Arme in Maschinengewehre zu verwandeln, aus denen er Geschosse abfeuern kann, die in seinem Körper wachsen. Es ist unklar ob diese Fähigkeit angeboren ist oder durch genetische Manipulation durch den Genetik-Experten Dabney Donovan verliehen wurde als dieser einen Klon Gunns anfertigte. Da Gunn alleine Superman weit unterlegen ist, greift er ihn meist in Zusammenarbeit mit mehreren Komplizen an.
Ursprünglich war Machine Gunn in den 1930er und 1940er Jahren als ein Lieutenant von Boss Moxie tätig. Als klassischer Gangster der Zeit der Weltwirtschaftskrise – mit Anzug, breitkrempigen Fedorahut und der Tommygun als der typischen Waffe für Angehörige des organisierten Verbrechens ausgestattet – kämpfte er verschiedentlich gegen den Superhelden Guardian und die Newsboy Legion. Nach Moxies Verhaftung und dem Tod seiner Partnerin und Geliebten Ginny McGree, alias Torcher, ging Machine Gun in den Ruhestand. Danach verhielt Gunn sich jahrzehntelang völlig ruhig, bis er schließlich – mit über achtzig Jahren – auf Bitten des gerade im Alter von über neunzig aus dem Gefängnis entlassenen Moxies aus dem Ruhestand zurückkehrte und sich abermals der Intergang anschloss. Doch statt selbst tätig zu werden gestattete Gunn Moxies neuen Komplizen Dabney Donovan ihm DNA zu entnehmen und ihn zu klonen, so dass ein jüngeres Ich seiner selbst, gemeinsam mit den Klonen anderer ehemaliger Helfer Moxies, beim Aufbau einer neuen Intergang helfen konnte. Als die Reporter Clark Kent und Lois Lane dem alten Gunn auf die Spur kamen, beging dieser Selbstmord, um sein jüngeres Ich zu decken (Adventures of Superman #544). Wie alle Klone Donovans so verfügte auch der junge Gunn über die Erinnerungen seines genetischen Vaters.
Nach dem Tod seines genetischen Vaters nahm Gunn Jr. seine Beziehung zur ebenfalls geklonten McCree wieder auf und versuchte sich an seine neue Umgebung in den 1990ern anzupassen die ihm als einem Kind der 1940er Jahre völlig fremd war. Gemeinsam mit den Gangstern Noose und Rough House bildeten sie das Führungsquartett der neuen Intergang – in dem Machine Gunn die Rolle des „Toug Guy“ einnahm. So ermordete Gunn den Detektiv Skinman der der neuen Intergang auf die Schliche gekommen war (Adventures of Superman #544), machte mit den anderen Intergangstern Jagd auf den Reporter Jimmy Olsen, verübte Einbrüche, lieferte sich einen Rückkampf mit dem Guardian (Adventures of Superman #550/2) und versuchte die entführte Tochter von Supermans Erzfeind Lex Luthor ausfindig zu machen (Superman Forever #1). Nachdem der junge Gunn ebenfalls zweimal (Adventures of Superman #544 und #552) ums Leben gekommen war – einmal beging er Selbstmord um sich wie sein altes Gegenstück der Verhaftung zu entziehen und einmal wurde er von Moxie erschossen, um Lex Luthor zu beschwichtigen – konnte er beide Male durch die Anfertigung neuer Klone wieder erweckt werden. Nachdem Donovan jedoch von Superman und der Polizei verhaftet wurde (Adventures of Superman #562) war niemand vorhanden, der Gunn nach seinem dritten Tod im Schusswechsel mit der Spezialeinheit der Polizei von Metropolis (Adventures of Superman #562) hätte klonen können, so dass er bislang nicht wieder zurückgekehrt ist.

### Magog
Magog ist ein Antiheld in der „Kingdom Come“-Saga, die in einer dystopischen Zukunft Supermans angesiedelt ist. Magog – der in Kingdome Come #1 von 1995 debütierte (Autor: Mark Waid, Zeichner: Alex Ross) – ist nach der gleichnamigen alttestamentlichen Gestalt (Buch Genesis, Buch Ezechiel, Offenbarung des Johannes) benannt (Magog). Die Figur basiert optisch auf den ihren Schöpfern verhassten brutalistischen und überfrachteten Design-Trends für Superhelden aus den 1990er Jahren, insbesondere auf der von Marvel Comics veröffentlichten Gestalt des grausamen Antihelden Cable.
Magog („The Man of Tomorrow“) ist in der Zukunftswelt von „Kingdom Come“ ein brutaler, gewalttätiger Held, dessen Methoden und Ideale den scheinbar altmodischen und „moralinsauren“ Werten und Vorgehensweisen Supermans vollkommen zuwiderlaufen. In dem Szenario von „Kingdom Come“ beerbt der scheinbar zeitgemäßere Magog einen alternden Superman schließlich als Anführer der irdischen Helden, nachdem der „Mann aus Stahl“ – unfähig die Werte der modernen Zeit zu akzeptieren – verbittert in den Ruhestand geht und seinen Platz als Beschützer der Menschheit aufgibt. Magog formt nach Supermans Verschwinden ein Team aus brutal und schonungslos agierenden Superhelden (Justice Bataillon) mit dem er einige Jahre lang seine eigene, grausame und blutige Vorstellung von Gerechtigkeit unter großem öffentlichen Applaus durchsetzt. Nachdem jedoch bei einer dieser Aktionen der gesamte US-Staat Kansas in einer nuklearen Katastrophe zerstört wird, kehren Superman und die anderen, milderen Helden der alten Generation zurück und versuchen Magog zur Besinnung zu bringen. Nach mehreren Auseinandersetzungen mit Superman erkennt ein von dem Erlebnis der Zerstörung Kansas traumatisierter Magog, reumütig die Irrigkeit seines Weges zur Gerechtigkeit, versucht Buße zu tun und ist fortan – ganz im Sinne von Supermans Idealen – bestrebt, so viele Leben wie möglich zu retten. Zuletzt geht Magog als Einsiedler auf die Paradiesinsel, um sich selbst zu finden (Kingdom Come #4).

### Mainframe
Mainframe ist eine Geheimorganisation von Cyborg-Wesen, die danach strebt die Weltherrschaft an sich zu reißen. Mainframe debütierte in Superman: Man of Steel #71 von 1997 (Autorin: Louise Simonson, Zeichner: Jon Bogdanove). Die Gruppe wird von dem charismatischen Quantenphysiker Override angeführt, der auf lange Sicht plant, die Menschheit in eine neuartige Gattung von Cyberlife-Wesen zu verwandeln. Der Name der Gruppe sowie die Namen ihrer Mitglieder sind an Begriffe aus dem Jargon der IT-Branche angelehnt.
Weitere Mitglieder der Gruppe sind: Baud, eine extravagante, temperamentvolle Cyborgfrau, die über elektromagnetische Kräfte verfügt und die bislang am häufigsten mit Superman zusammengestoßen ist und unter anderem schon der Superman Revenge Squad angehörte, Download, die sich selbst und jeden in ihrer Umgebung von einem Ort an einen anderen teleportieren kann, Output, ein lebendiger Taschenrechner und Codeknacker, der anstatt eines Gesichtes einen Monitor hat auf dessen Display eine cartoonige Wiedergabe seines einstigen Gesichtes zu sehen ist, Scareware, der Muskelmann der Gruppe, sowie Bit und Byte, zwei insektoide Techno-Haustiere. Nach mehreren Auseinandersetzungen gelang es Superman Mainframe mit Hilfe der als Hairies bekannten Gruppe aus High-Tech-Spezialisten in eine andere Dimension zu sperren, aus der die Gruppe bislang nicht ausbrechen konnte (Superman: 3D, 1998).

### Mammoth
Mammoth (Mammut), alias Baran Flinders, ist ein übermenschlich starker Mann mit einer gewaltigen Statur. Er gehört einer Gruppe namens „Fearsome Five“ an, die neben ihren Auseinandersetzungen mit Superman vor allem mit den Teen Titans, einer Gruppe jugendlicher Verbrechensbekämpfer, und den Outsiders, einem erwachsenen Gegenstück der Titans, verfeindet ist. Mammoth ist zwar geistig und emotional zurückgeblieben, macht dies aber durch äußerste Körperkraft, Ausdauer und beinahe grenzenlose Robustheit wett. Er debütierte wie seine Schwester Selinda – der er in nahezu absoluter Loyalität verbunden ist – und die anderen Mitglieder der Fearsome Five in New Teen Titans #3 vom Dezember 1980 (Autor: Marv Wolfman, Zeichner: George Pérez).
Mammoth, ein „Berg von einem Mann“, geriet verschiedentlich mit Superman aneinander, unter anderem als er während einer Diebestour nach Metropolis kam (Superman #50). Mammoths Versuch sich von seinem kriminellen Leben zu distanzieren und gemeinsam mit seiner Schwester in einem tibetischen Kloster durch innere Einkehr seelische Reinigung zu erreichen und so ein neues Leben zu beginnen, schlug letztlich fehl und er kehrte in sein altes Dasein zurück.
Im Fernsehen trat Mammoth in den Zeichentrickserien „Teen Titans“ (US-Synchronstimme: Kevin Michael Richardson) als Handlanger des Verbrechersyndikates H.I.V.E. auf, dem er als tumber Muskelprotz dient. Zudem sah man ihn als Endgegner in beiden Titans-Videospielen.

### Massacre
Massacre (dt. Massaker) ist ein außerirdischer Krieger, der danach strebt sich im Kampf gegen andere Krieger zu beweisen. Massacre der in Adventures of Superman #509 (Autor: Karl Kesel) vom Februar 1994 debütierte, ist ein riesenhafter, stämmig gebauter, rothäutiger Alien, der ein alttestamentlich anmutendes Gewand trägt und über die Fähigkeit verfügt, seinen Körper in lebendiges Licht zu verwandeln um aus eigener Kraft mit Lichtgeschwindigkeit auf seiner unablässigen Suche nach neuen Kampfpartnern durchs Universum reisen zu können. Er ist äußerst grausam und brutal, seine besonderen Gaben sind seine schier grenzenlosen Körperkräfte (er gilt nach Doomsday als der vielleicht körperlich stärkste Gegner Supermans) und die Fähigkeit, wenige Augenblicke in die Zukunft sehen zu können, und so jeden Zug seiner Gegenspieler voraussehen zu können. Auf seinen Reisen durchs All wird Massacre von einem zierlichen, aasfressenden Alien namens Skimmer begleitet.
Superman traf erstmals auf Massacre, als er während einer Reise durchs Weltall auf ein von Massacre zerstörtes Raumschiff stieß. Massacre nutzte die Gelegenheit, um Superman zum Kampf herauszufordern, wobei er Supermans Freund Auron töten konnte, um dann zu fliehen. Später kam Massacre auf die Erde nach Metropolis, um den vorzeitig abgebrochenen Kampf mit Superman wieder aufzunehmen unterlag aber schließlich im Zweikampf.
Massacre wurde später durch das intergalaktische Tribunal verhaftet und wegen „tausender Mordtaten“ zum Tode verurteilt und von Angehörigen seiner Opfer grausam erschlagen (Superman #106). Später erwachte er jedoch auf ungeklärte Weise zu neuen Leben und diente fortan der Monarchin Maxima vom Planeten Almerac als Krieger. Während der Our World's at War-Storyline wurde Massacre anscheinend getötet als Maximas Raumschiff von dem Außerirdischen Imperiex zerstört wurde und explodierte (Man of Steel #117).

### Match
Siehe Match.

### Metallo
Metallo ist ein Cyborg und einer der ältesten und populärsten Schurken der Superman-Serie. In seiner Urversion – unter dem Namen „Metalo“ – debütierte der Charakter in der Geschichte „Man of Steel Versus Man of Metal“ aus dem Comicheft World's Finest Comics #6 vom Sommer 1942; den Namen Metallo führt die Figur seit Action Comics #252 vom Mai 1959. Seither ist Metallo in verschiedensten Inkarnationen, die mitunter äußerst wenig miteinander gemeinsam hatten, ein fester Bestandteil von Supermans Schurkengalerie.
In seiner ursprünglichen Fassung von 1942 war Meta(l)lo ein namenloser Wissenschaftler, der Superman in einer Kampfrüstung entgegentrat. Dieser erste „Metallo“, der über Jahrzehnte hinweg mit Metallo gleichgesetzt wurde, wurde später der Übersicht halber als George Grant – und damit als ein von Metallo gesonderter Charakter – spezifiziert.
1959 debütierte schließlich der „eigentliche“ Metallo. Dieser wurde als ein Mann namens John Corben vorgestellt, der, nachdem er einen perfekten Mord begangen hatte, bei seiner Flucht vom Tatort einen Herzinfarkt erlitt. Sein irreparabel geschädigter Körper wurde zufällig von dem Wissenschaftler Professor Emmett Vale geborgen, der Corbens Bewusstsein in einen Roboterkörper transferierte, den er mit künstlichem Gewebe überzog, so dass Corben äußerlich noch immer aussah wie ein Mensch. Sein Körper wurde von Uran angetrieben – wie Vale ihm verriet, würde Kryptonit jedoch eine verlässlichere und dauerhaftere Energiequelle darstellen. Corben begann fortan nach dem Mineral zu streben. Corben begann hernach als Journalist beim Daily Planet zu arbeiten. Aus Angst, Superman könne seiner kriminellen Vergangenheit auf die Schliche kommen, plante er einen Anschlag auf das Leben des Helden, um so den einzigen Mann loszuwerden, der ihm eventuell gefährlich werden könnte. Corben starb schließlich, als er einen vermeintlichen Brocken Kryptonit aus dem Naturkundemuseum von Metropolis stahl und als Energiequelle in seinen Körper einzubauen versuchte: Er bemerkte zu spät, dass dieser nur eine (energielose) Requisite und kein echtes Kryptonit war.
In Superman #310 vom April 1977 debütierte Roger Corben, der Bruder von John Corben, der an dessen Stelle zum Metallo wurde und Rache für den Tod des Bruders wollte.
Nach dem 1986er-Neustart der Supermanserie wurde auch Metallos Hintergrundgeschichte generalüberholt: In der neuen Version ist er ein kleiner Dieb, der bei einem Autounfall schwer verletzt, aber durch Zufall von dem Wissenschaftler Professor Emmet Vale aufgefunden und gerettet wurde. Vale verpflanzte Corbens Körper in einen Roboterkörper, der von einem 1 kg schweren Brocken des außerirdischen Minerals Kryptonit angetrieben wurde – nach der Legierung, aus der der Körper des Roboters gefertigt war, nannte Vale diesen Metallo. Der Roboterkörper des mordenden Metallo weist dabei eine äußerst große Ähnlichkeit mit dem Killerroboter „Terminator“ aus dem gleichnamigen Film mit Arnold Schwarzenegger auf.
Vale, der Superman für den Angehörigen einer außerirdischen Invasionsarmada hielt, befahl Metallo sodann, diesen zu töten. Metallo weigerte sich zwar, diesen Befehl auszuführen und erschlug Vale – in Konflikt mit Superman geriet er aber dennoch: Da Corben auch in seiner neuen Identität seinem Lebenswandel als Dieb und Schläger treu blieb, waren Auseinandersetzungen mit Superman unvermeidlich. Sein Kryptonit-Herz tötete den Mann aus Stahl bei seiner ersten Begegnung mit Metallo beinahe. Nachdem der Roboter bezwungen und in Gewahrsam genommen worden war, wurde Metallo jedoch schließlich von dem Geschäftsmann Lex Luthor seziert und der Kryptonitbrocken entnommen. Luthor ließ sich aus diesem später einen Ring anfertigen. Metallo konnte sich durch ein Backup-System reaktivieren und entkommen. Seither hat er immer wieder im Zuge eher kleiner gesteckter Ziele die Klingen mit Superman und dessen Verbündeten Steel, Superboy und Supergirl gekreuzt. Nach einem Pakt mit dem Dämonen Neron erhielt Metallo im Austausch für seine Seele die Gabe, seinen Körper in jedes beliebige Metall zu „morphen“: So konnte er andere technische Geräte in seiner Nähe in seinen Körper einbeziehen und integrieren, Waffen aus seinem Körper wachsen lassen und sein Bewusstsein in andere technische oder metallische Objekte transferieren. Der effektivste Weg, ihn in diesem Zustand zu besiegen, bestand darin, seinen Roboterkopf von anderen metallischen Objekten zu isolieren, so dass er – unfähig, sich mit anderen Metallgegenständen zu verbinden – hilflos wurde. In diesen Jahren sah man ihn oft als Handlanger oder manipuliertes Instrument von anderen, intelligenteren Schurken wie Lex Luthor, Conduit oder Cerberus. Der zeitweise aufgekommene Verdacht, John Corben wäre der Mörder des Ehepaares Wayne, der Eltern von Supermans Freund Batman gewesen, erwies sich als unbegründet.
Der Wissenschaftler Hiro Okamura – dessen Familie die Metallo-Legierung erfunden hatte – konnte Corbens Bewusstsein schließlich von Metallo trennen, indem er dieses in einen Klonkörper von dessen ursprünglichen menschlichen Körper transferierte.
In Realdarstellerserie wie Superboy und „Lois & Clark“ wurde Metallo von Darstellern wie Michael Callan bzw. Scott Valentine verkörpert. Seine Ursprungsgeschichte als schwerkranker Krimineller, dessen Gehirn in einen kryptonitbetriebenen Roboterkörper verpflanzt wird, wurde dabei – mit leichten Variationen – im Wesentlichen beibehalten.
Als Zeichentrickfigur trat Metallo in den Serie „Superman: The Animated Series, Justice League und Justice League Unlimited“ auf (US-Synchronstimme: Malcolm McDowell bzw. Corey Burton). Auch in dieser Version ist er ein Dieb, dessen Gehirn – allerdings von Lex Luthor – in einen Roboterkörper verpflanzt wird. Im Auftrag von Luthor, als Einzelgänger und als Handlanger von Gorilla Grodd bzw. der Intergang trifft er hier verschiedentlich auf Superman. Daneben trat Metallo in den Videospielen „Superman: Shadow of Apokolips“ und „Superman Returns“ (zum gleichnamigen Film) als Schurkencharakter auf.

### Meteoritenfreaks
Meteoritenfreaks sind häufige Gegner von Clark Kent in der TV-Serie Smallville.

### Misa
Siehe Misa.

### Mr. Mxyzptlk
Mr. Mxyzptlk [məksɪtzpʌlk; ausgesprochen „Mix-yez-pittle-ick“] (Mxy, Myxie, Myx) ist ein schelmischer Zauberer aus der 5. Dimension und einer der ältesten und bekanntesten Superman-Widersacher überhaupt. Mxyzptlk debütierte in Superman #30 vom September 1944 (Autor: Jerry Siegel, Zeichner: Joe Shuster). Streng genommen ist Mxyzptlk (Mxyz) kein wirklicher Schurke, sondern lediglich ein verschmitzter Spaßvogel, dem es nicht darum geht, Superman oder anderen Personen ernstlichen Schaden zuzufügen oder andere „böse“ Ziele zu erreichen, sondern der lediglich danach strebt, seinen närrischen Sinn für Humor auszuleben. Um dies zu tun, kommt er alle 90 Tage aus der 5. Dimension (die er „Zrfff“ nennt) – einer Sphäre, in der andere Naturgesetze gelten und nahezu grenzenlos mächtige Wesen leben – auf die Erde, um Superman mit seinen Späßen zu piesacken. Da Mxyzptlk nicht an die Naturgesetze der 3. Dimension, in der sich Supermans Realität befindet, gebunden ist, sondern über diese als Bewohner der 5. Dimension erhaben ist, besitzt er bei seinen Besuchen nahezu unbegrenzte Macht, die den Bewohnern der 3. Dimension wie Magie erscheint. Seine enorme Popularität hat sich in Veröffentlichungen wie New Year's Evil: Mr. Mxyzpltk (1998) oder World's Funnest niedergeschlagen, in denen er die Hauptrolle spielt und Superman seinerseits nur der Spielball des Gnoms ist.
Da Mr. Mxyzptlk ein magisches Wesen ist, besitzt er keine definitive und feste Gestalt, sondern ist in der Lage, sein Aussehen seinen jeweiligen Wünschen und wechselnden Stimmungen anzupassen. In der Urversion in den 1940er Jahren war er ein kleiner glatzköpfiger Mann in einem violetten Anzug mit einer grünen Fliege und einem Derbyhut. In den 1950er Jahren bekam er schließlich ein futuristisch anmutendes gelbes Wams mit violettem Gürtel verpasst, das er bis heute in leichten Variationen als „charmanten Dress“ trägt. Bei seinen Besuchen auf der Erde erscheint er zumeist als sehr kleinwüchsiges Männchen von einem halben Meter Körpergröße mit dünnen Armen und Beinen. Er trägt dann eine gelbe Hose und ein manchmal ärmelloses, manchmal aber auch ärmelbehangenes, gelbes Wams, dessen Säume (an Kragen, Pullifalte, Armausmündungen) violett sind. Ebenfalls violett (oder rosa) sind seine Stiefel (manchmal auch Babuschen), seine Handschuhe, sein Gürtel und sein Hut. Als Hut trägt er normalerweise einen zu klein geratenen Bowlerhut. Häufig raucht er auch große Zigarren. Sein Schädel erscheint meist etwas überdimensioniert im Vergleich zum restlichen Körper, ist auf der Oberseite kahlköpfig, besitzt aber zwei, wie elektrisch aufgeladene, spitz zu den Seiten abstehende weiße Haarbüschel. Bei einigen Zeichnern (wie Jon Bogdanove oder Mike McKone) wird er als eine sehr cartoonige Erscheinung dargestellt, andere (wie Curt Swan, Jerry Ordway oder John Byrne) stellen ihn dar, wie ein Mensch mit seiner Körpergröße – die der eines Baby entspricht – aussehen würde. Häufig wird auch darauf hingewiesen, dass er sein putziges Aussehen in der 3. Dimension annimmt, da sein wahres fünfdimensionales Aussehen für Bewohner der 3. Dimension aufgrund ihres „beschränkten sensorischen Wahrnehmungsvermögen“ nicht fassbar sei.
Die Schreibung und die normative Aussprache des Namens von Mxyzptlk hat sich über die Jahrzehnte hinweg immer wieder gewandelt. Ursprünglich hieß er Muxptlk, erst in den 1950ern legte man sich auf Mxyzptlk (in der Serie Superboy Master Mxyzptlk) fest. Die Phonetik des Namens ist sogar noch häufiger geändert worden. Versionen, die der Verlag angab, waren unter anderem: Mix-Ill-Plick, Miks-yez-pit-lik, mix-yez-PIT-lek, mix-yez-PIT-ul-ick und mix-yez-pittle-ik. „mix, yes, spit, lick,“ es Mix-Ill-Plick, Miks-il-piti-lik, Mix-yiz-SPIT-Lik!, „Mits-l-plitz-ick“, mux-ITZ-pulk [məksɪtzpəlk].
Mxyzptlk besitzt die Fähigkeit, Materie (d. h. Gegenstände, Personen usw.) aus dem Nichts zu erschaffen, unbelebter Materie die Fähigkeit zu verleihen, sich autonom zu bewegen; er kann auch fliegen und sich unsichtbar machen, sich und andere teleportieren und schweben lassen, sowie sein Aussehen nach Belieben wandeln, durch die Zeit reisen und vieles mehr. Im Grunde kann er alles tun, was er sich vorstellen kann. Einige Storys wie Whatever Happened to the Man of Tomorrow von Alan Moore präsentieren ernstere und philosophischere Annäherungen an die Figur und stellen Mxyzptlk als den gefährlichsten aller Superman-Gegenspieler dar; so verbündet er sich einmal mit Lex Luthor. In der Mehrheit der Superman-Abenteuer wird er allerdings als „schelmischer Lauser“ dargestellt, der zwar eindeutig ein Quälgeist und ein Stachel in Supermans Fleisch und unzweifelhaft einer seiner mächtigsten Gegenspieler ist. Zugleich habe er aber auch eine der „reinsten Seelen“ und sei der am wenigsten bösartigen Charaktere in der Schurkengalerie des „Mannes aus Stahl“, dem schlicht die Einsicht in das Schädliche vieler seiner Handlungen fehle, da ihm die Verletzlichkeit und Verwundbarkeit materieller Dinge und menschlicher Wesen in der 3. Dimension fremd und unbegreifbar seien. Vor wirklich schwerwiegenden Taten, die anderen bleibendes Leid zufügen, schreckt Mxyie aber ohnedies meist zurück.
Obwohl Superman hinsichtlich seiner Kräfte dem praktisch allmächtigen Mxyzptlk bei weitem unterlegen ist, hat dieser ihn sich als sein Lieblingsopfer zum Foppen, Necken und Streiche-Spielen in der 3. Dimension ausgeguckt. Dank seiner nahezu unbeschränkten Macht kann der kleine Zauberer Superman nötigen, jeden noch so abwegigen Schabernack und jeden noch so absurden Spaß mitzumachen. So kann er Superman durch Fingerschnippen in andere Wesen verwandeln, ihm Kleider an und vom Leib zaubern, ihn an andere Orte versetzen oder seiner Kräfte berauben – alles kraft seines Willens. Beispiele für Aktionen Mxyzs wären etwa der Versuch, in der Tarnidentität des Playboys Ben DeRoy Supermans Freundin Lois Lane zu verführen, die Veranstaltung eines Wettrennens zwischen Superman und dem superschnellen Helden The Flash, die theatralische Nachinszenierung von Supermans Tod durch die Beschwörung des Monsters Badabim-Bada-Boomsday (eine Anspielung auf den Superman-Killer Doomsday), das Ins-Leben-Rufen des „Daily Planet“-Hochhauses, oder etwa der Versuch, Clark Kent und Lois Lane nach einem Beziehungsstreit neu zu verkuppeln, eine metaphysische Auseinandersetzung mit dem Tod, die Erzeugung von rotem Kryptonit (das Superman vorübergehend in einen normalen Menschen verwandelte) und die Erzeugung einer phänomenalen Glücksseuche, die dazu führte, dass allen Menschen in Metropolis auf einmal ihre größten Wünsche erfüllt wurden (z. B. die Lotterie zu gewinnen).
Mxyzptlk hat zwei Schwächen: Zum einen kann er aufgrund der merkwürdigen Naturgesetze seiner Dimension nur alle 90 Tage in die 3. Dimension reisen – der Grund dafür wurde nie erläutert –, und zum anderen kann man ihn auch gegen seinen Willen dazu zwingen, in die 5. Dimension zurückzukehren, wenn man ihn dazu verleitet, seinen Namen rückwärts auszusprechen (Kltpzyxm; gesprochen: kil-tip-zee-zim [kɪltɪpzizɪm]). Letzteres hat zur Folge, dass er mit einem lauten „Puff“ und einer kleinen Rauchwolke in die 5. Dimension zurückgeschleudert wird. Um ihn dazu zu verleiten, den entscheidenden Fehler zu machen, muss Superman Mxys meistens durch aberwitzige Tricks und Täuschungsmanöver „hinters Licht führen“, indem er ihn beispielsweise dazu bringt, seinen eigenen Namen auf einer Riesenschreibmaschine rückwärts zu schreiben oder ähnlich absurde Dinge zu tun. Mxyz Eitelkeit und Selbstüberschätzung sowie seine Arglosigkeit sind dabei die Charaktereigenschaften, die Supermans Überlistungsversuche meistens zum Erfolg verhelfen und es ihm möglich machen, den kleinen Gnom zu überrumpeln.
Mxyzptlk wird von den Autoren auch häufig in parodistischen Geschichten verwendet, die die Welt der Superman-Comics aus einem humorvollen, selbstironischen Winkel in den Blick nehmen oder gar auf selbstreferenzielle Weise die Trennlinie zwischen Fiktion und Realität aufheben, indem sie den Figuren der Geschichten das Wissen verleihen, dass sie sich innerhalb einer fiktiven Welt befinden: So kam es in Man of Steel #75, in dem Mxyzptlk vorübergehend ums Leben kommt, von 1998 beispielsweise zu einer Begegnung zwischen Mxyzptlk und dem Editor der „Superman“-Gruppe des DC-Verlages, Mike Carlin, der dem Zauberer nach seinem Tod als „das höchste Wesen“ erscheint, während Carlins Büro und die neben diesem liegende Zeichner-Stube als das „Jenseits“ der Superman-Geschichten vorgestellt werden.
In dem Comicheft Young Justice #3 wurde erstmals eine vollständige Entstehungsgeschichte zu der Figur präsentiert. Demnach sei Mxy ursprünglich ein ernster Forscher aus der 5. Dimension gewesen, der aus wissenschaftlicher Neugier in die 3. Dimension gereist sei und von den Junghelden Robin, Superboy und Impulse durch den gemeinschaftlichen Konsum von Three Stogees-Filmen seinen Sinn für Humor der skurrilen Art entdeckt habe. Daraufhin habe sich seine Persönlichkeit grundlegend verändert: Aus dem strengen und gelehrsamen, schwarzhaarigen Wissenschaftler sei ein kleiner Gnom mit abstehenden weißen Haarbüscheln geworden, sein strenger-systematischer Verstand habe sich in eine schrullige, wild funkelnde, knisternde Kraftquelle der Unvernunft gewandelt, das immer neue Absurditäten und Abnormitäten hervorbringt.
Nachdem Mxyz vorübergehend 99 % seiner Kräfte an den geisteskranken Schurken Joker abgab und damit beinahe eine gigantische Katastrophe auslöste – erst Superman und Mxy gemeinsam gelang es, den Irren seiner Fähigkeiten wieder zu berauben – wurde er eine Zeit lang verständiger und vernünftiger: Wieder im Besitz seiner Kräfte, beseitigte er die von Joker geschaffene Welt aus Chaos und Anarchie und stellte die normale Ordnung wieder her. In dem One-Shot World's Funnest schlug Mxyz sich mit dem putzigen Gnom Bat-Mite herum – gewissermaßen Batmans Mr. Mxyzptlk –, während er in der Ruin-Storyline vorübergehend seiner Kräfte beraubt in der 3. Dimension strandete und Superman half, den verrückten Professor Hamilton zu besiegen. Bei der Auseinandersetzung mit Hamilton wurde Mxyz tödlich verletzt. Am Ende der Story blieb es offen, ob er tatsächlich gestorben war oder ob er sich durch das rückwärtige Aussprechen seines Namens in letzter Sekunde die 5. Dimension hatte retten können. Letzteres wird angedeutet, da man ihn im letzten Bild sterbend auf dem Boden liegend etwas Unhörbares flüstern sah, was, wie der Kontext suggerierte, vermutlich das Palindrom seines eigenen Namens war. Über Mxyzptlks Heimat, die 5. Dimension, weiß man nahezu nichts, lediglich seine Ehefrau, in Mxyzptlks Heimatdimension „Quinto-Partnerin“, Ms. Gsptlsnz und einige andere Bewohner wurden über die Zeit am Rande von Superman-Abenteuern vorgestellt.
Mxyzptlk trat als Figur in den Zeichentrickserien „The Adventures of Superman“ (1967 von Filmation), „Superfriends“ (1970er Jahre; US-Synchronstimme: Frank Welker; ausgesprochen: Miks-ill-plik), Superman: The Animated Series (US-Synchronstimme: Gilbert Gottfried, „mix-yes-split-lick“). In der Superman-Serie trat zudem Mxyzs Freundin, Ms. Fsptlsnz, auf.
In der TV-Serie Superboy aus den 1980ern wurde Mxyzptlk von Michael J. Pollard verkörpert, in der Serie Lois and Clark: The New Adventures of Superman trat Howie Mandel in der Rolle des Zaubergnoms auf. In der Serie Smallville trat Trent Ford in der Folge „Jinx“ als Mikail Mxyzptlk auf. Daneben war er in dem Computerspiel Superman Returns als Erzähler des „Imingames Menu“ zu sehen. Alle diese Versionen variierten Mxyzs Charakter, Zielsetzung, Vorgehensweise und Aussehen mehr oder weniger geringfügig, blieben der Figur aber im Wesentlichen treu.
Die Figur des Mxyzptlk zählt aufgrund ihrer Originalität zu den in der breiten Öffentlichkeit am bekanntesten Figuren des Superman-Universums und wird dementsprechend häufig referenziert. So sind in der Popkultur zahllose Karikaturen, Hommagen und Anspielungen auf ihn gemacht wurden. Beispiele hierfür sind die Figuren The Great Gazoo aus der Serie The Flintstones, Mr Ogg aus der Serie Teenage Mutant Ninja Turtles und Skillit aus The Mask Mxyzptlk. Der Marvel Verlag entwickelte nach Mxyzptlks Vorbild die Figur des Impossible Man (in einem In-Joke wurde in Superman #50 von 1990 angedeutet, dass beide Figuren in Wahrheit verschiedene Inkarnationen derselben Persönlichkeit sind, d. h. verschiedene Erscheinungsbilder, die der Gnom in verschiedenen Welten annimmt). Die Band Mixel Pixel hat sich nach ihm benannt.
Eine Erwähnung findet Mxyzptlk auch in der Science-fiction-Romanserie Perry Rhodan in Band 2612, S. 48, wo eine der Serien-Hauptfiguren sagt: „Ich teleportiere uns an Bord, noch bevor jemand den Namen Mxyzptlk rückwärts aufsagen kann.“

### Mokkari
Siehe Mokkari und Simyan.

### Mongul
Mongul ist ein außerirdischer Kriegsherr, der Superman in erbittertem Hass verbunden ist. Er debütierte in DC Comics Presents #27 vom November 1980 (Autor: Len Wein, Zeichner: Jim Starlin). Mongul selbst bezeichnet sich als „Herrn der Kriegswelt“ („Lord of the Warworld“), einer riesigen, planetengroßen, beweglichen Raumfestung, die er einst befehligte und als Werkzeug für seine Eroberungszüge durch das Weltall benutzte. Mongul ist ein kräftig gebauter, gelbhäutiger Riese (ca. 2,80 m). Er verfügt über ähnliche Körperkräfte, Ausdauer und Unverwundbarkeit wie Superman. Darüber hinaus ist er telepathisch begabt, kann sich selbst mit Hilfe eines Teleportationsgerätes versetzen und aus einer Plakette, die an seiner Brust mit seinem Körper verwachsen ist, starke Energiestrahlen abfeuern. Mongul wurde ursprünglich von Starlin als ein Pendant zu der Schurkenfigur „Thanos“ von Marvel Comics geschaffen, die Starlin während seiner Tätigkeit für diesen Verlag kreiert hatte. Monguls Charakter wird mehr noch als die Persönlichkeit der meisten anderen Superman-Schurken von schlechten Eigenschaften dominiert: Er ist gierig, selbstsüchtig, grausam und rücksichtslos. Mongul ist zwar im weltlichen Sinne intelligent, jedoch nicht über seine eigenen Alltagskreis hinweg an geistigen Dingen interessiert. Er besitzt weder Charisma noch andere Charakterzüge, die ihm die innere Loyalität seiner Untergebenen verschaffen: Dementsprechend erzwingt er sich ihre Gefolgschaft durch rohe Gewalt.
Mongul traf in den letzten Jahren der alten Superman-Serie (1938–1986) mehrfach auf Superman, mit dem er sich stets äußerst brutale Zweikämpfe lieferte. Die vermutlich bekannteste Geschichte dieser Reihe ist die Story „For the Man Who Has Everything“ aus Superman Annual #11 von 1985, die unter anderem von Feuilleton der FAZ im Band #1 der Klassiker der Comic-Literatur als eine der besten Superman-Geschichten überhaupt ausgezeichnet wurde.
Mongul war ursprünglich der Beherrscher seines eigenen Volkes: Nachdem dieses ihn in einer Revolution stürzte und zur Flucht zwang, gelobte er eines Tages zurückzukehren um erneut die Herrschaft über seine Untertanen zu gewinnen. Zu diesem Zwecke brachte Mongul schließlich die Warworld in seine Gewalt. Mit deren Hilfe errichtete er ein galaktisches Imperium, das er mit eiserner Hand beherrschte. Zum Vergnügen seiner Untertanen ließ er auf der Warworld Gladiatorenkämpfe austragen. Um seinem Champion, einem Krieger namens Draaga, einen würdigen Gegner entgegenzusetzen, brachte Mongul schließlich Superman in seine Gewalt, der als Gladiator gegen Draaga antreten musste. Gemeinsam gelang es Superman und Draaga schließlich, Monguls Herrschaft über die Warworld zu beenden und diesen zu vertreiben. Erbittert über seine Niederlage strandete Mongul auf einem kleinen, rückständigen Planeten, auf dem er zeitweise ein klägliches Dasein fristete. Dort traf er schließlich auf den Killer Cyborg, einen anderen Gegner Supermans, der ihm eine Allianz vorschlug: Gemeinsam wollten sie sich an Superman rächen, diesen töten und die Erde in eine neue Warworld transformieren. Bei dem Versuch diesen Transformationsprozess umzusetzen wurde Coast City, die Heimat des Helden Green Lantern, zerstört. Schließlich gelang es Superman jedoch, gemeinsam mit Green Lantern (Hal Jordan), Steel, Supergirl, dem Eradicator und Superboy, über den Cyborg und Mongul zu triumphieren. Mongul wurde in einem Spezialgefängnis inhaftiert, aus dem er später jedoch entkommen konnte. Erneut wurde er von Superman und Green Lantern (Kyle Rayner) besiegt. Mongul wurde schließlich von dem Dämonen Neron erschlagen, nachdem er dessen Angebot seine Seele gegen ein Geschenk seiner Wahl einzutauschen, ausgeschlagen hatte.
Mongul trat in der Zeichentrickserie „Justice League Unlimited“ auf (US-Synchronstimme: Eric Roberts).

### Mongul II
Mongul II ist der Sohn Monguls. Er ist seinem Vater wie aus dem Gesicht geschnitten und verfügt über dieselben Fähigkeiten wie dieser. Mongul II debütierte in Showcase '95 #8 vom September 1995 (Autor: Jeph Loeb). Mongul II trat nach dem Tod seines Vaters dessen Erbe an. Zunächst gab er vor, dessen grausamen und rücksichtslosen Charakter nicht geerbt zu haben und der Menschheit wohlwollend gegenüberzustehen. Nach einer kurzen Zusammenarbeit mit Superman wandte er sich jedoch gegen diesen. Später kämpfte er – gelegentlich unterstützt von seiner Schwester Mongal – noch verschiedentlich gegen Superman und Green Lantern und gehörte kurzzeitig der Spezialeinheit Suicide Squad an.

### Mongal
Mongal ist eine außerirdische Kriegerin, mit der Superman mehrmals aneinandergeraten ist. Sie ist die Tochter von Mongul und debütierte (noch namenlos) September 1995 in Showcase '95 #8. Ihr erstes Auftreten als Mongal war in Superman (vol. 2) #170 (Juli 2001). Gemeinsam mit ihrem Bruder Mongul II kämpfte Mongal verschiedentlich gegen Superman, unterlag aber stets. Nach dem Tod der Kriegerkönigin Maxima vom Planeten Almerac wurde Mongal zur Herrscherin über diesen Planeten gewählt. Im Zuge eines Streites mit ihrem Bruder wurde Mongal jedoch getötet (Green Lantern #8, 2006).
Im Film The Suicide Squad wurde Mongal von Mayling Ng dargestellt.

### Morgan Edge
Siehe Morgan Edge

### Mr Z
Mr. Z ist ein Mann von unbekannter Herkunft, mit dem Superman verschiedentlich zu tun hatte. Er scheint eine Art Magier zu sein – bestätigt wurde das nie ausdrücklich –, wobei seine Agenda unklar bleibt. Die Quelle von Mr. Zs Fähigkeiten – die sich vor allem im Bereich der Gedankenmanipulation verorten lassen – scheint ein magisches Juwel zu sein, das den Gehstock bekrönt, den er immerzu mit sich herumträgt. Mr. Z – der die Fähigkeit besitzt, von den Toten wiederaufzuerstehen – debütierte in Superman #51 vom Januar 1991 (Autor und Zeichner: Jerry Ordway).
Bei seinem ersten Zusammentreffen mit Superman versuchte Mr. Z aus unbekannten Gründen, den „Mann aus Stahl“ in sein magisches Juwel zu sperren. Diesem gelang es jedoch, sich dank seiner überragenden Willenskraft aus dem Stein zu befreien. Mr. Z konnte dem Helden gleichwohl entkommen. Kurz darauf traf Superman Mr. Z erneut – beziehungsweise für Mr. Z zum ersten, für ihn selbst zum zweiten Mal –, als er auf einer Zeitreise in die 1940er Jahre verschlagen wurde und Z ihm als Offizier der Wehrmacht während der Ereignisse des Zweiten Weltkrieges entgegentrat. Bei ihrer dritten Begegnung – wieder in der Gegenwart – gelang es Mr. Z unter Zuhilfenahme seiner psychosuggestiven Fähigkeiten, Supermans Gedächtnis während einer Auseinandersetzung auf einer abgelegenen Insel im Südpazifik zu löschen. Der desorientierte Superman verblieb in der Folge einige Tage lang an Amnesie leidend auf der Pazifikinsel, bis seine Freunde Guardian, Professor Hamilton und Lois Lane ihn ausfindig machen und sein Gedächtnis wiederherstellen konnten. Bei der folgenden Auseinandersetzung mit Mr. Z wurde dessen magisches Juwel zerstört, woraufhin dieser seinerseits sein Gedächtnis verlor. Superman kehrte daraufhin nach Metropolis zurück und ließ den verwirrten Mr. Z, der nun nicht länger gefährlich war, als harmlosen, leicht verwirrten Einsiedler auf der abgelegenen Insel zurück. Die Überreste von Mr. Zs Juwel brachte Superman in seine Festung der Einsamkeit in der Arktis, in der er die Scherben seither verwahrt.

### Neutron
Neutron, alias Nathaniel Tryon, ist ein Söldner der über Superkräfte auf der Grundlage von Atomenergie verfügt (Superstärke, Fliegen, Unverwundbarkeit, Fähigkeit Energiestrahlen abzufeuern, Energieabsorptionskräfte). Er debütierte in Action Comics #525 vom November 1981 (Autor: Marv Wolfman, Zeichner: Joe Staton). Seine Kräfte verdankt er einem Reaktorunfall den er verursachte als er mit zwei anderen Dieben (zusammen als TNT Trio) in ein Atomkraftwerk einbrach. Sein Körper wurde bei diesem Unfall in lebendige Energie verwandelt, die durch einen Eindämmungsanzug zusammengehalten wird. Seither bietet er unter dem Codenamen Neutron seine Kräfte dem Meistbietenden an: Zu seinen Auftraggebern in der Vergangenheit zählten unter anderem schon Conduit, Manchester Black und der Secret Society of Super Villains. Für Conduit – der Supermans Geheimidentität herausgefunden hatte – sollte er dessen Adoptiveltern das Ehepaar Kent ermorden, Manchester Black setzte ihn auf Mitarbeiter des Daily Planet an, um Superman für einen Kampf aus der Reserve zu locken und für die Intergang sollte er einmal Clark Kent (Superman) ermorden. Nach seinen Verhaftungen wurde Neutron in der Vergangenheit unter anderem in der Forschungseinrichtung S.T.A.R.-Labs festgehalten und in dem Gefängnis Slabside Island („The Slab“) interniert. In der Vergangenheit hat Neutron unter anderem schon der Terroristengruppe „Fearsome Five“ angehört und sich einmal mit den Attentätern Warp und Plasmus und einmal mit dem Schläger Radion zusammengetan. Mit Professor Radium, Geiger, Mister Nitro und Reactron bildete er die „Nuclear Legion“, eine Diebesgruppe mit unklarer Zielsetzung.

### Noose
Noose („Galgenschlinge“) ist ein Klon eines Kriminellen aus den 1940er Jahren, der der Verbrecherorganisation Intergang angehört. Noose, der in Adventures of Superman #544 (Autor: Karl Kesel, Zeichner: Stuart Immonen) von 1997 debütierte, verfügt über die Fähigkeit, seinen Körper nach Belieben zu verformen und ihn so als Werkzeug und Waffe zu benutzen. Seinen Namen verdankt er seiner Neigung seine Hände zu langen elastischen „Seilen“ zu verformen mit denen er andere Personen wie ein Galgenstrick zu Tode stranguliert.
Noose war ursprünglich in den 1940er Jahren als „Enforcer“ für den Gangster Boss Moxie tätig. Er wurde schließlich verhaftet und starb im Gefängnis. Später wurde Noose auf Anweisung von Boss Moxie durch den Genetiker Dabney Donovan geklont, um ihm erneut als Komplize bei der Verwirklichung seiner verbrecherischen Plänen beizustehen: Der Klon schloss sich der von Moxie formierten Verbrecherbande Intergang als „Mann fürs Grobe“ an und geriet in dieser Eigenschaft verschiedentlich in Konflikt mit Superman, der ihn schließlich verhaftete. Für weitere Informationen, siehe Eintrag „Intergang“ weiter oben.

### Nuclear Man
Nuclear Man (gespielt von Mark Pillow, gesprochen von Gene Hackman) war ein Gegner in Superman IV – Die Welt am Abgrund. Er wurde von Lex Luthor und dessen Neffen Lenny Luthor durch eine Nuklearexplosion in der Sonne mithilfe einer Genprobe Supermans geschaffen und ist nur durch die Strahlen der Sonne lebensfähig. Seine Kräfte beinhalten Flugfähigkeit, Superstärke und Energieentladungen (Blitze).

### Otis

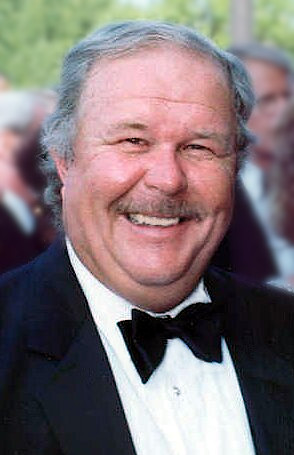
Schauspieler Ned Beatty (1990)

Otis (gespielt von Ned Beatty) ist ein Handlanger Lex Luthors in den beiden Superman-Filmen von Richard Donner. Er ist ein kleinwüchsiger, dicklicher und einfältiger Mann, der filmdramaturgisch vor allem die Funktion eines Pointengebers für Lex Luthor (Gene Hackman) erfüllt. Otis verfügt weder physisch noch intellektuell über irgendwelche nennenswerten Gaben – im Gegenteil, mit seiner Einfältigkeit und Schusseligkeit schadet er Luthors Interessen eher als dass er ihnen nutzt.

### Parasit
Der Parasit (engl. „Parasite“) zählt zu den „klassischen“ Superman-Schurken, das heißt, er ist einer der traditionsreichsten Gegenspieler des Helden, der seit Jahr und Tag immer wieder in Erscheinung tritt und in nahezu jeder Inkarnation des Stoffes Verwendung gefunden hat. Der Parasit ist ein ehemaliger Hausmeister der Forschungseinrichtung S.T.A.R.-Labs, der seit einem Laborunfall über die Gabe verfügt, anderen Wesen durch körperliche Berührung die Lebenskraft (bzw. die Superkräfte) aussaugen zu können. Er schmarotzt also von den Kräften und Energien anderer Wesen, wie ein Parasit. Während der Parasit die Kraft eines Opfers in sich aufnimmt wird dieses umgekehrt durch seine Angriffe zunehmend geschwächt und stirbt schließlich, wenn es nicht von ihm getrennt wird, an Auszehrung. In der alten Superman-Serie (1938–1986) hieß der Parasit mit bürgerlichem Namen Maxwell Jensen, seit dem Neustart der Reihe 1986 hört sein Alter Ego auf den Namen Rudy Jones. Er debütierte in Action Comics #340 vom August 1966. Neuere Version verstärken die Muskelmasse des Schurken, verringern seine Intelligenz und lassen ihn von der Kopfform an einen Blutegel erinnern.

### Prankster
Der Prankster („jemand der Streiche spielt“), alias Oswald Loomis, ist ein ehemaliger Fernsehentertainer, der Superman gelegentlich mit (eher harmlosen) Streichen piesackt. Er debütierte in Action Comics #51 von 1942. Der Prankster ist einer der ältesten wiederkehrenden Schurken der Superman-Reihe von den 1940ern bis in die 1980er trat er in loser Folge immer Mal wieder als „ausgefallener Spaßvogel“ auf, der Superman mit absurden Streichen und Gimmicks traktierte, die vor allem dem Arsenal des komischen Films und der Kindervergnügungsindustrie entnommen waren (z. B. Wurftorten, Kastenteufelchen usw.). Dementsprechend „cartoonesque“ ist sein optisches Erscheinungsbild: Der Prankster ist relativ klein, rundlich, lässt sich einen langen Schnurrbart wachsen, den er häufig genüsslich streckt und besitzt eine kindlich wirkende Zahnlücke nach Art von Alfred E. Neumann. Eine wirkliche Agenda jenseits von „Unfugtreiberei“ besaß er nicht.
Nach dem Neustart der Superman-Reihe 1986 wurde Loomis als ein ehemaliger Star des Kinderfernsehens eingeführt, der seinen kruden Humor in einer banalhumorigen Reihe namens Uncle Oswald zelebrierte. Über die Absetzung seiner Sendung frustriert, begann er schließlich, einen Rachefeldzug gegen die Leitung seines Senders, indem er nach und nach die Direktoren ermordete. Als er versuchte Morgan Edge, den Vorstandsvorsitzenden des Senders, zu töten, wurde Loomis von Superman ergriffen und in dem Gefängnis Stryker’s Island inhaftiert. Ein weiterer Anschlag auf Edges Leben schlug ebenfalls fehl. Da die Autoren keine Geschichten für erwachsene Leser (auf die die neue Superman-Serie seit 1986 vor allem zugeschnitten ist) mit der sehr kindlichen Figur des Pranksters zu erzählen wussten, blieb die Figur ansonsten nahezu ungenutzt (zwischen 1986 und 2000 trat in nur vier Geschichten auf). Um die Figur aufzuwerten und „zeitgemäß“ zu machen, ließ man Loomis schließlich einen Pakt mit dem Dämonen Lord Satanus eingehen. Im Austausch für seine Seele verschaffte ihm das Wesen aus der Hölle einen neuen, jüngeren und athletischeren Körper. So konnte man ein gewandeltes Erscheinungsbild und eine neue Vorgehensweise des Pranksters bei seinen Verbrechen erklären. Nach der Niederlage Satanus gegen Superman arbeitete der Prankster kurzzeitig für den Ganoven Manchester Black, um schließlich in den Dienst von Lex Luthor zu treten (Superman #651).
In der TV-Serie „Lois and Clark: The New Adventures of Superman“ wurde der Prankster in zwei Folgen von Bronson Pinchot verkörpert.

### Preus
Preus ist ein Flüchtling aus der Flaschenstadt Kandor, einer von dem bösen Zauberer Tolos (samt Einwohnern) geschrumpften Stadt vom Planeten Krypton, die Superman später in seine Gewalt brachte und in seinem Geheimversteck, der Festung der Einsamkeit aufbewahrt. Seither bemüht der Held sich die Stadt wieder zu vergrößern und ihren Einwohnern zur Freiheit zu verhelfen. Preus debütierte in Superman #202 von 2004 (Autor: Joe Kelly, Zeichner: Talent Caldwell). Preus wurde in der Flaschenstadt geboren und stieg dort schließlich zu einem Sergeant der Sicherheitskräfte die die Einwohner von Kandor organisierten auf. Preus entwickelte sich zu einem ausgesprochenen Rassisten, der nur die von Krypton stammenden Bewohner der Stadt gelten lassen wollte, während er den übrigen, aus allen Teilen des Universums stammenden Bewohnern der Stadt mit xenophoben Gefühlen gegenüberstand. Mit der Hilfe einer durch die Zeit reisenden Frau namens Lyla gelang es Preus schließlich aus Kandor zu fliehen und auf die Erde zu entkommen: Unter der gelben Sonne der Erde entwickelte er bald dieselben Kräfte wie Superman (Unverwundbarkeit, Superstärke, Supergeschwindigkeit, Röntgenblick, Teleskopblick, Hitzeblick, Supersinne und Fliegen) und ist somit einer der mächtigsten Feinde des Superhelden. Preus, der nach wie vor seinen rassistischen Vorstellungen verhaftet war, gründete eine Sekte, indem er rassistische Amerikaner in einer Wüstenstadt namens „God’s Peake“ um sich scharte, die ihn fortan als Gott verehrten. Preus Versuche als neuer Superman an die Stelle des Helden zu treten und sich zum neuen Gott der Erde emporzuschwingen scheiterten bislang. Bei ihrer letzten Begegnung fügte Superman Preus schwere Verwundungen zu die dazu führten, dass dieser hospitalisiert werden musste. Sein Verbleib seither ist unklar.

### Prometheus
Prometheus ist ein Berufskrimineller, mit dem es Superman und die anderen Mitglieder des von Superman angeführten Superhelden-Teams der Justice League („Gerechtigkeitsliga“) zu tun bekommen. Prometheus, der in dem Comicheft New Year’s Evil: Prometheus #1 von 1997 (Autor: Grant Morrison, Zeichner: Arnie Jorgensen) debütierte, ist als eine Art „Anti-Batman“, also als ein dunkles Spiegelbild des berühmten gleichnamigen Comichelden angelegt. Er ist ein normalsterblicher Mann, der dank zahlreicher futuristischer technischer Gerätschaften und eines gerissenen Intellekts zu den gefährlichsten Gegenspielern des Superheldenteams zählt.
Der Name Prometheus für den Schurken leitet sich von dem Namen des Titanen Prometheus aus der griechischen Mythologie ab. Die Idee, den Schurken nach der mythologischen Gestalt zu benennen, basiert dabei auf der Vorstellung von Autor Grant Morrison – Prometheus’ Erfinder – von der „Justice League“ (JLA) als einer Art Zusammenschluss moderner Götter: Jeder Held, der dem Team angehört, ist nach Morrisons Verständnis des JLA-Stoffes die moderne Inkarnation eines Gottes der antiken Mythologie. Superman sei demnach dem Göttervater Zeus nachgebildet, Batman dem Gott Hades, Wonder Woman der Hera, Plastic Man dem Gott Bacchus usw. Um dieser Idee das „i-Tüpfelchen“ aufzusetzen kreierte Morrison während seiner Autorenschaft der JLA-Serie in den späten 1990ern schließlich noch einen Schurken der zur Justice League als einem Pantheon moderner Götter stehen sollte, wie der listige Prometheus zu den Göttern der Mythologie stand, die er mehrfach überlistete, in die Irre führte und bestahl – diesen nannte er dann konsequenterweise ebenfalls Prometheus. Wie der mythologische Prometheus den Göttern das Feuer aus dem Olymp (bzw. vom Flammenwagen des Helios) raubte, drang auch der Prometheus der Superman-Comics passenderweise bei seinem ersten Auftritt in das Hauptquartier der Superhelden (Watchtower) ein, um diese zu bestehlen.
Daneben verfolgt die Figur des Prometheus wie oben bereits erwähnt, konsequent das Konzept eines Anti-Batman. Der Schurke ist namentlich sowohl in seiner Ursprungsgeschichte als auch in seinem Charakter und in seinem Erscheinungsbild deutlich als ein Antipode von Batman angelegt: Er ist diesem äußerst ähnlich und doch grundverschieden: Während Batmans Eltern ehrbare Bürger waren, die von einem Kriminellen vor den Augen ihres Sohnes erschossen wurden, waren die Eltern von Prometheus (dessen wahre Identität bislang nicht geklärt wurde) „Bonnie-und-Clyde“-ähnliche Berufskriminelle, die nach einem Coup von der Polizei im Zuge einer rasanten Verfolgungsjagd vor den Augen ihres Sohnes erschossen wurden. Während Batman sich aus Rache dafür was Verbrecher seiner Familie angetan hatten der Bekämpfung von Kriminellen verschrieb, widmete Prometheus sein Leben aus Rache für den Tod seiner Eltern durch Polizeikugeln dem Kampf gegen „Recht und Ordnung“ – gegen den Staat, die Behörden und Polizei und Justiz im Besonderen. Während Batman ein „Superheld“ wurde Prometheus ein Superschurke. Zudem besaß der junge Prometheus ebenso wie der junge Bruce Wayne (Batman) ein sehr inniges und persönliches Verhältnis zu seinen Eltern über deren Tod er bereits als Kind aus Schock schneeweiße Haare bekam.
Nach dem Tod seiner Eltern akkumulierte der junge Prometheus ein beträchtliches Vermögen, indem er auf die versteckten Beutelager seiner Eltern zugriff und den Mob mit Hilfe von Geheiminformationen die er von seinen Eltern erfahren hatte um beträchtliche Summen erpresste. Mit Sechzehn ging Prometheus auf eine langjährige Weltreise um sich auf seinen Kampf gegen die Kräfte von „Ordnung und Recht“ vorzubereiten (eine weitere Parallele zu Batman der zu dem gegenteiligen Zwecke eine ähnliche lange Reise auf sich nahm). Während seiner „Lehrjahre“ lernte Prometheus unter anderem das Handwerk eines Grubenkämpfers in Brasilien, betätigte sich in Afrika als Söldner und als Terrorist im mittleren Osten, studierte Silat in Malaysien und besuchte diverse Universitäten. Im Himalaya entdeckte er die von Mönchen bewohnte Stadt Shamballa, die von Mönchen bewohnt wurde die das Böse an sich anbeteten. Er ging auch bei diesen in die Lehre. Im Inneren des Tempels von Shamballa entdeckte zudem ein altes Raumschiff, das der Devotionale Zentralgegenstand des Kultes der Mönche war. In diesem fand er ein Artefakt das er wegen seines Aussehens und Format kurz „Schlüssel“ nannte. Dieses entpuppte sich als ein handlicher Teleporter, der es Prometheus ermöglicht, in die Geisterzone (Ghost Zone), eine auch als Limbo oder Phantomzone bezeichnete andere Dimension vorzudringen. Diese ist im Grunde nichts anderes als ein unendliches leerstehendes weißes Nichts. Dieses nutzte Prometheus fortan als sein Hauptquartier, in das er sich immer zurückzog, wenn er seinen Frieden wollte. Er errichtete ein kleines Haus in der Geisterzone, das er als Ausgangszentrum seiner Operationen nutzt und begann außerdem, in der Abgeschiedenheit der Geisterzone technische Forschungen zu unternehmen. So entwickelte er schließlich einen mit vielen technischen Raffinessen ausgestatteten Kampfanzug, der ihn zu einem der gefährlichsten Männer der Welt macht. Wichtigster Bestandteil seiner Ausrüstung ist dabei ein mnemonischer Helm, der es ihm gestattet, auf Compact Discs gespeichertes Wissen direkt in sein Gehirn einzulesen und sich das Wissen und die Fähigkeiten anderer Menschen direkt verfügbar zu machen und diese mit perfekter Meisterschaft anzuwenden. Daneben verfügt er über diverse Schussvorrichtungen an seinem Handgelenk, mit deren Hilfe er Projektile, Säure und Giftdarts abfeuern kann, sowie über ein Gerät das er Tonfa oder Nightstick nennt, dieses ermöglicht es ihm trotz seiner normalen Körperkraft mit der Kraft eines Superwesens zuzuschlagen.
Prometheus trat erstmals in Erscheinung, als er sich unter dem Decknamen „Retro“ in das Hauptquartier der JLA auf dem Mond einschleuste, um einen Anschlag auf die Gruppe zu unternehmen, der als Fanal der Zerstörung der ihm verhassten „Ordnung“ dienen sollte. Obwohl er neun der elf dort versammelten Mitglieder der Gruppe besiegen und die übrigen zwei problemlos in Schach halten konnte und Superman kurz davor stand, Prometheus Anweisung, Selbstmord zu begehen, um das Leben Unschuldiger zu retten, auszuführen, ging Prometheus Plan schließlich fehl, als die Antiheldin Catwoman sich in das Geschehen im Wachturm einmischte. Die Anwesenheit der Berufsdiebin – die gekommen war um im Wachturm zu stehlen – hatte Prometheus nicht vorhergesehen und daher in seiner Planung für den Anschlag auf die Liga auch nicht berücksichtigt. Unfähig die Situation zu beherrschen floh Prometheus in die Ghost Zone, nachdem ihn Catwoman überrascht und verletzt hatte. Ein zweiter Anschlag auf die Ligisten im Auftrag von Supermans Erzfeind Lex Luthor scheiterte nach verschiedenen Anfangserfolgen (Zerstörung der Watchtowers) ebenfalls, als es Batman gelang, Prometheus Ausrüstung zu sabotieren und die Fähigkeiten von Meisterkampfsportlern, die dieser in seinem Helm eingespeichert hatte durch die physischen Fähigkeiten des behinderten Professors Stephen Hawking ersetzte, was Prometheus de facto kampfunfähig machte. Durch diese Manipulation harmlos geworden konnte Batman Prometheus leicht besiegen und dingfest machen. Ein Versuch des aggressiven JLA-Angehörigen David Harbecke, den wehrlosen Prometheus zu töten konnte dabei knapp verhindert werden.
Später betätigte sich Prometheus kurzzeitig als Dieb in der Stadt Star City, wo er es mit dem Vigilanten Green Arrow zu tun bekam. Unmittelbar darauf ging er eine längere Partnerschaft mit Batmans Feind, dem Terroristen Hush ein, dem er unter anderem half die Öko-Aktivistin Pamela Isley zu ermorden. Nach dem Ende seiner Partnerschaft mit Hush sah man Prometheus unter anderem im Kampf mit der Kriminellen Lady Shiva (Birds of Prey #94) – die er besiegte – und als Handlanger der von Luthor gegründeten kriminellen Organisationen „The Society“. Während seiner Arbeit für diese Gruppe tötete Prometheus unter anderem den Agenten Peacemaker III. Zuletzt konnte Prometheus von seiner Infektion mit einem von Isley vor ihrem Tod entwickelten Pflanzengift geheilt werden. Eine weitere Auseinandersetzung mit Huntress endete ergebnislos.
Daneben trat Prometheus unter anderem in dem Konsolenspiel „Justice League Heroes“ auf Nintendo DS auf.

### Psi Phone und Dreadnought
Psi-Phon und Dreadnought sind zwei Außerirdische, die Superman verschiedentlich das Leben schwer gemacht haben. Beide debütierte in Superman #19 vom Juli 1988 (Autor: John Byrne, Zeichner: Jerry Ordway). Psi Phon ist ein gelbhäutiger Gnom (1,06 m Körpergröße) mit extrem dünnen Gliedmaßen, Dreadnought ein bullig gebauter, rosahäutiger Riese mit einem kräftigen Gebiss aus dessen Kopf gewaltige Hörner sprießen. Psi-Phon verfügt – wie sein Name andeutet – über Psi-Kräfte, die es ihm ermöglichen, sich durch schiere Willenskraft in die Gehirne von Wesen mit Superkräften „einzuklinken“ und diese durch mentale Barrieren daran zu hindern, ihre Kräfte einzusetzen. Außerdem kann er deren Kräfte auf Dreadnought (phonetisch an engl. „dread nought“ „Fürchte nichts“ angelehnt) übertragen, der über die Gabe verfügt die Fähigkeiten anderer Wesen zu simulieren. Dreadnought kann außerdem seine Größe und sein Gewicht nach Belieben variieren und verfügt aufgrund seiner Statur über übermenschliche Körperkräfte.

### Rajiv Naga
Rajiv Naga war ein korrupter Geschäftsmann, der Clark Kents (Superman) Ehefrau, der Reporterin Lois Lane, in erbitterter Feindschaft verbunden ist. Nachdem Nagas Bruder von Lane durch einen Enthüllungsbericht ins Gefängnis gebracht worden war, ließ Naga Lanes Ehemann (der zu dieser Zeit gerade seine Kräfte verloren hatte) entführen, um Lane zu erpressen. Dieser gelang es jedoch, Kent zu befreien und Naga schwer zu verletzen: Mit einem harten Stoß gegen seinen Hals zerstörte sie seinen Kehlkopf, so dass Naga seither ein operativ in seinen Hals eingearbeitetes Mikrofon braucht, um (mit einem metallischen Unterklang) sprechen zu können. Nagas weitere Versuche, sich für den Verlust seiner Stimme und die Schmach der Niederlage an Lane zu rächen, waren ebenfalls wenig Erfolg beschieden: Ein Angriff auf Metropolis mit Killersatelliten und der Versuch Lane bei einer Dienstreise in Australien zu entführen, scheiterten letztlich. Naga wurde schließlich – nach einem Kampf mit Superman, Lois Lane und ihrem Vater Sam Lane – bei einer Explosion in seinem Versteck auf dem Berg Uluṟu (Ayers Rock) im Herzen Australiens getötet.

### Rock
Rock („Felsen“), alias Micah Flint, ist ein ehemaliger Astronaut, der bei einem fehlgeschlagenen Experiment von LexCorp, das Menschen zum Leben im Weltall befähigen sollte, in ein riesenhaftes Wesen mit einem felsenähnlichen Erscheinungsbild verwandelt wurde, dem er seinen Namen verdankt. Er debütierte in Superman: Man of Tomorrow #8 vom Frühling 1997 (Autor: Roger Stern, Zeichner: Tom Grummet). Rock ist ein großer Mann mit einer stämmigen Statur und einer sandsteinfarbenen, felsartigen Haut. Er ist äußerst schmerzresistent und verfügt über beachtliche Körperkräfte, die allerdings deutlich geringer sind als die von Superman.
Rock, der über den Verlust seines menschlichen Aussehens, äußerst verbittert ist, strebt danach sich an dem Geschäftsmann Lex Luthor – Supermans Erzfeind – zu rächen: Dieser hatte das Experiment dem Flint seine Verunstaltung verdankt nicht nur finanziert, sondern durch sein unablässiges Drängen auf rasche Erfolge das Außer-Kontrolle-Geraten und damit den Fehlschlag desselben bewirkt und war so für Flints Verwandlung in Rock direkt verantwortlich. Rocks erster Anschlag auf Luthors Leben wurde von Superman vereitelt. Später tat sich Rock auf Initiative von Morgan Edge, einem Rivalen Luthors und ein weiterer Feind von Superman, mit den Kriminellen Barrage und Parasit, zur zweiten Formation der „Superman Revenge Squad“ zusammen (Action Comics #736), um dem Helden den Garaus zu machen und hernach ungehindert an Luthor Rache nehmen zu können. Doch auch dieser Aktion war, ebenso wenig wie einer Auseinandersetzung mit dem Außerirdischen namens Scorn und einer kurzen Zusammenarbeit mit dem Terroristen Manchester Black, kein Erfolg beschieden.

### Ronal
Ronal ist ein Meermann, d. h. ein Mischwesen aus Mensch und Fisch mit einem menschlichen Oberkörper und einer Fischflosse als Unterleib. Er ist ein in der Magie begabter Arzt aus der Unterwasserstadt Tritonis und debütierte (namenlos) in US-Superman #135 vom Februar 1960. Seinen Namen erhielt er in Superman #138 vom Juli 1960. Superman lernte den begabten Chirurgen Ronal kennen, als dieser Clark Kents (Superman) Studienfreundin, die Meerjungfrau Lori Lemaris, von einer schweren Krankheit heilte. Ronal und Lemaris heirateten schließlich und führten einige Jahre lang eine harmonische Ehe. Schließlich wurde Ronal jedoch von dem magischen Stab, dem er seine wundersamen Fähigkeiten als Mediziner verdankte, seelisch korrumpiert und in den Wahnsinn getrieben. Er begann, besessen von der Idee, man wolle ihm seinen Stab rauben, seiner Umwelt zu misstrauen und jeden, den er traf, feindseliger Absichten zu verdächtigen. Er transformierte harmlose Meereswesen in aggressive Ungeheuer, die ihm kraft seiner Magie treu ergeben sein würden. Als Superman Ronal schließlich im Meeresbiologischen Institut von Metropolis stellen konnte, zerbrach der magische Stab (bzw. das magische Juwel, das diesem seine Kraft verlieh) im Zweikampf und Ronal wurde in Stein verwandelt. Die „Statue“, die einst Ronal war, wird gelegentlich als Anspielung im Hintergrund verschiedener Superman-Geschichten gezeigt.

### Rorc
Rorc ist ein Agent der Organisation Cerberus, siehe Eintrag „Cerberus“ weiter oben.

### Ross Webster
Ross Webster (gespielt von Robert Vaughn) ist Supermans Hauptfeind im dritten Warner Brothers Kinofilm zu dem Superhelden. Webster ist ein exzentrischer (er hat eine Skischanze inklusive Kunstschnee auf dem Dach seines Firmenhochhauses errichten lassen) und maßlos reicher Großindustrieller, der gemeinsam mit dem genialen Computerhacker Gus Gorman versucht, durch geschickte Computermanipulationen die Weltwirtschaft in seinem Sinne durcheinanderzubringen und so die ökonomische Herrschaft über die Welt an sich zu bringen: So sabotiert er etwa die petrochemische Industrie und die Kaffeeindustrie – mit Ausnahme seiner eigenen Beteiligungen –, um von den gestiegenen Preisen zu profitieren. Mit Gormans Hilfe fabriziert Webster zunächst künstliches Kryptonit, das Superman vorübergehend in einen gefühllosen Indifferenzler verwandelt, der sich um Websters Machenschaften nicht länger schert, und baut später – als Superman wieder zu seinem alten Selbst zurückgefunden hat – einen Supercomputer mit dem er versucht dem Superhelden den Garaus zu machen. Zur Seite stehen ihm dabei neben Gorman, seine Schwester Vera Webster sowie seine liebreizende Assistentin Lorelei Ambrosia. Zuletzt scheint es beinahe als ob Websters Supercomputer imstande wäre, Superman zu bezwingen, im letzten Augenblick hilft Gorman – der vor dem Äußersten zurückschreckt – dem Helden jedoch, den Computer zu überwinden und Webster zu besiegen. Paradoxerweise wird Webster nach seiner Niederlage nicht ins Gefängnis gesteckt, sondern verschwindet einfach ohne, dass sein Verschwinden in irgendeiner Weise erklärt würde oder die anderen Figuren auch nur in Verwunderung versetzen würde.
Die Rolle des Ross Webster wurde kurzerhand in das Skript des Films übernommen, nachdem sich der Schauspieler Gene Hackman aufgrund persönlicher Differenzen mit den Produzenten der Superman-Filmreihe nicht bereitgefunden hatte, seine Rolle als Bösewicht Lex Luthor – die er in den vorangegangenen Filmen gespielt hatte – abermals zu übernehmen. Als Ersatz für Hackman engagierte man Vaugn. Da man die Zuschauer jedoch nicht verwirren wollte, indem man dieselbe Rolle von verschiedenen Schauspielern ausfüllen ließ, ersetzte man den Namen und die Rolle Luthor durch den neu erfundenen Webster. Letzter unterschied sich im Grunde nur dem Namen nach von Luthor war jedoch sowohl charakterlich wie auch in seinem Habitus, seinem Hintergrund und seiner Agenda diesem äußerst ähnlich.

### Rough House
Rough House ist der Klon eines Kriminellen aus den 1940er Jahren. Er ist ein übermenschlich starker, kräftiger, dümmlicher und sanftmütiger Mann der mit seiner Brille und seiner altmodischen Kleidung aussieht wie ein harmloser Beamter. Er gehörte der zweiten Formation der Intergang unter Boss Moxie an. Für weitere Informationen siehe Eintrag „Intergang“ weiter oben.

### Ruin
Ruin ist das kriminelle Alias von Supermans altem Freund Professor Hamilton. Für weitere Informationen siehe Eintrag „Professor Hamilton“.

### Scareware
Scareware ist ein übermenschlich starker Cyborg der der Terroristengruppe „Override“ angehört. Für weitere Informationen siehe Eintrag „Override“.

### Scavanger
Siehe Scavenger.

### Scorch
Scorch (engl. scorch „versengen“), alias Aubrey Sparks, ist. Sie debütierte in JLA #61 vom Februar 2002.

### Sergeant Belcher
Sergeant Belcher (Sergeant Rülpser) ist ein Agent der Organisation Cerberus, siehe Eintrag „Cerberus“ weiter oben.

### Silver Banshee
Silver Banshee (en. silver „Silber“, banshee „todesverkündender Geist“), alias Siobhan McDougal, ist ein weiblicher Dämon (Rachegeist), der in Supermans Heimatstadt Metropolis sein Unwesen treibt. Silver Banshee ist eine extrem bleiche, groß gewachsene (2,10 Meter Körpergröße, bei 86 kg) Frau mit einem totenähnlichen Erscheinungsbild. Silver Banshee debütierte in Action Comics #595 vom Dezember 1987 (Autor und Zeichner: John Byrne). Sie verfügt über übermenschliche Körperkraft und Geschwindigkeit, sowie über die Gabe ein tödliches Heulen anstimmen zu können.
Siobhan McDougal war die erstgeborene Tochter von Garret McDougal, dem Oberhaupt eines uralten gälischen Clans, der seit Jahrtausenden auf den Inseln zwischen Schottland und Irland herrschte. Eine Familientradition verlangte, dass die erstgeborenen Kinder des McDougal-Clans in eine Grotte nahe dem Familienschloss Broen hinabsteigen sollten, um dort ein magisches Ritual zu vollführen, das ihr Geburtsrecht als Anführer des Clans symbolisch bestätigen sollte. Als Siobahns Vater starb beanspruchte sie das Erstgeborenenrecht und damit die Führung des Clans für sich. Hinter Siobhans Rücken intrigierte jedoch ihr Onkel Seamus – der die Vorstellung einer Frau als Oberhaupt des McDougal-Clans unerträglich fand – gegen sie, um ihr die Führung des Clans vorzuenthalten. Stattdessen wollte Seamus Siobhans jüngeren Bruder Bevan zum neuen Führer des Clans machen. Um ihren Führungsanspruch gegen den Onkel durchzusetzen beschloss sie das alte Ritual alleine durchzuführen – wurde dabei aber von ihrem Bruder Bevan gestört. Die Folge dieser Unterbrechung war, dass die mystischen Kräfte die Siobhan heraufbeschworen hatte, sie für die unsachgemäße Durchführung des Rituals straften, indem sie sie in die Unterwelt verbannten.
Aus der Unterwelt konnte Siobhan schließlich dank der Hilfe eines Wesens namens Crone entkommen um in der Gestalt des weiblichen Rachegeistes Silver Banshee auf die Erde zurückzukehren. Als Gegenleistung verlangte Crone dass Banshee ihm ein okkultes Buch aus dem Besitz ihres Vaters beschaffen sollte. Auf die Erde zurückgekehrt, begann Banshee einen mörderischen Rachefeldzug gegen ihre Familie und tötete jeden, der sich ihr in den Weg stellte. Auf der Suche nach dem Zauberbuch ihrer Familie, das ihr Onkel verkauft hatte, kam sie schließlich nach Metropolis, wo sie mit Superman aneinandergeriet. Mit ihrem Todesheulen – einer besonderen Gabe die Crone ihr verliehen hatte – konnte sie den Superhelden beinahe töten, dem es erst mit Hilfe des Martian Manhunters, einem anderen Superhelden gelang, sie zu überwinden. Zwei weitere Versuche das magische Buch in ihre Gewalt zu bekommen scheiterten ebenfalls. Supermans Verbündeten Batman gelang es schließlich, das verlorene Buch ausfindig zu machen: Nachdem er es an Superman übergeben hatte, der es ins Familienschloss der McDougals nach Irland brachte, starben Siobhan, Bevan und Seamus augenscheinlich und wurden von Crone in die Unterwelt gerissen.
Später griffen unter anderem die Dämonen Blaze und Hecate in ihren Auseinandersetzungen mit Superman auf die Dienste von Silver Banshee zurück. Nachdem sie kurzzeitig in den Diensten des Dämonen Lord Satanus gestanden hatte, kam Banshee kurzzeitig in die Kleinstadt Leesburg – Heimat von Supergirl – wo sie Besitz vom Körper von Supergirls Freundin Mattie übernahm. Nachdem Supergirl beide voneinander trennen konnte, verschwand Banshee erneut. Zuletzt sah man Banshee – untypisch für sie – als Kopfgeldjägerin arbeiten, als sie die Prämie von 1 Mrd. Dollar die Lex Luthor auf den Helden ausgesetzt hatte zu kassieren versuchte (Superman/Batman #3).
Silver Banshee trat in der Zeichentrickserie Justice League Unlimited als Mitglied der League of Doom auf (US-Synchronstimme: Kim Mai Guest).

### Mokkari und Simyan
Siehe Mokkari und Simyan

### Skinman
Der Skinman („Hautmann“) ist ein Krimineller über dessen Herkunft und Ziele so gut wie nichts bekannt ist. Die Figur trat vor allem als Figur am Rande verschiedener Superman-Abenteuer von 1997/98 auf. Dort wurde stets angedeutet, dass der Skinman im zukünftigen Verlauf der Serie noch eine bedeutungsvollere Rolle spielen würde – bislang ist es dazu aber nicht gekommen. Am bekanntesten ist der Skinman dafür, dass er sich einmal als Clark Kent (Supermans Geheimidentität) ausgab und in dieser Gestalt prompt erschossen wurde – um kurz darauf „aufzuerstehen“ – so dass kurzzeitig der Eindruck entstand, Kent sei tot. Seine Motive sich als Kent zu verkleiden wurden freilich niemals enthüllt, sondern bildeten lediglich den Aufhänger für ein anderes Abenteuer (der Jagd nach dem „Todesschützen“ – Mike Machinegun, einen Handlanger der Intergang). Der Skinman besitzt die Fähigkeit die Gestalt anderer Personen anzunehmen und seinen Körper auch sonst nach Belieben zu verformen. Hinzu kommt, dass er nahezu unverwundbar und anscheinend sogar „unsterblich“ ist: So starb er bereits mehrere Male, um kurz darauf erneut als „Wiedergänger“ in Aktion zu treten. Der Skinman scheint in einem Konkurrenzverhältnis mit der in Supermans Heimatstadt ansässigen Verbrecherbande Intergang zu stehen als deren Rivale bei mehreren Diebeszügen er mehrfach in Erscheinung getreten ist – die Hintergründe dieses Antagonismus wurden aber ebenfalls nie enthüllt.

### Skyhook
Skyhook ist eine monströse Kreatur, die von der Dämonin Blaze aus der Seele des Londoner Kindermörders Dr. Aleister Hook geschaffen wurde, der in den 1880ern von den Bewohnern der Stadt gelyncht wurde nachdem er mehrere Kinder entführt und getötet hatte. Im Sterben liegend hatte Hook seine Seele im Austausch für ein „Leben nach dem Tod“ an Blaze verschrieben: Diese verwandelte Hook in Skyhook, eine schreckenerregende, grünhäutige Gestalt, die sich in zerschlissene Lumpen hüllt, ihr Gesicht hinter einer Kapuze verbirgt und anstatt Händen hakenähnliche Klauen besitzt, denen er seinen Namen verdankt. Zudem besitzt er lange Schwingen, die es ihm ermöglichen zu fliegen. Skyhook debütierte in Superman #15 vom März 1988 (Autor und Zeichner: John Byrne).
Blaze sandte Skyhook schließlich in die amerikanische Stadt Metropolis, Supermans Heimat, um dort Unruhe zu stiften. Dort lebt er in den Abwasserkanälen der Stadt, aus denen er nur gelegentlich hervorkommt, um sich neue kindliche Opfer zu suchen, die er in sein Reich verschleppt, wo er sie in geflügelte Wesen verwandelt, die ihm dienen müssen. In besondere Feindschaft ist Skyhook Supermans Freundin Maggie Sawyer, eine toughe Polizistin aus Supermans Heimatstadt Metropolis, verbunden, deren Tochter Jamie er getötet hat. Spätere Versuche, andere Kinder zu töten (u. a. Superman #38, Man of Steel #49)- so etwa Keith White, den Adoptivsohn von Perry White dem Chef von Supermans Alter Ego, dem Reporter Clark Kent – konnten zumeist von Superman und/oder Sawyer vereitelt werden und endeten in der Regel mit dem „Tod“ von Skyhook. Da Skyhook jedoch ein Dämon und kein lebendiges Wesen ist, kann er, nachdem er im Kampf vernichtet worden ist, wieder auferstehen – sofern es seiner Herrin (Blaze) beliebt, ihn erneut heraufzubeschwören.

### Sleez
Siehe Sleez.

### Stinger
Siehe Stinger.

### Taddaeus Killgrave
Siehe Eintrag Killgrave weiter oben.

### Titano
Titano der Superaffe ist ein Riesengorilla, der Superman seit den 1950er Jahren immer wieder einmal das Leben schwer macht. Titano – ein etwa acht Meter großer afrikanischer Gorilla – ist unzweideutig von dem Kinoaffen King Kong beeinflusst. Er debütierte in Superman #127 vom Februar 1959.
Titano war ursprünglich ein Affe namens Toto, der von der NASA im Zuge eines Testfluges in einer Rakete in die Erdumlaufbahn geschossen wurde (eine eindeutige Reminiszenz auf die Hündin Laika die die Sowjets wenige Jahre vor Titanos erstem Auftritt 1959 bei einem aufsehenerregenden Raketentest 1957 ins All geschickt hatten). Während seines Fluges durch die Erdatmosphäre wurde Toto in radioaktiver Strahlung gebadet, die ihn genetisch veränderte und in einen Riesengorilla verwandelte. Dieser verfügte hernach über nahezu grenzenlose Körperkraft und Ausdauer, sowie die Fähigkeit laserartige Kryptonitstrahlen aus seinen Augen abzufeuern. Insbesondere die letztere Gabe machte Titano zu einem gefährlichen Gegner für Superman. Die Rolle der „weißen Frau“ aus den King Kong Filmen übernahm in den Titano-Abenteuern meist Supermans Geliebte, die Reporterin Lois Lane.
1987 entwickelte der Autor John Byrne in der Geschichte „Tears for Titano“ eine moderne Version von Titano. In dieser neuen Variante ist er ein Schimpanse der von der US-Regierung in grausamen Tierversuchen gequält wurde (Superman Annual #1). Dieser Affe verwandelte sich schließlich infolge eines der Experimente in einen Gorilla (sic!), der begann, Jagd auf Dr. Thomas Moyers, den Leiter des Forschungsprojektes zu machen, den er als den Urheber seiner Qualen betrachtete. Superman verhinderte dass Titano Moyers tötete, der seinerseits die Transformation des Affen in einen Riesen rückgängig machte und ihn wieder in einen kleinen Schimpansen verwandelte – wobei Titano starb. In Anspielung auf Titano trat in den Superman-Comics der 1990er ein Riesenaffe als Werbemaskottchen einer Pizzafirma namens „Titano's Pizza“ auf: Dies war ein riesiger Gorilla mit einer Kochmütze der die Werbeplakate, Fernsehspots und Pizzaschachteln der Firma zierte die im Hintergrund der Superman-Geschichten zu sehen waren.
Im Fernsehen war Titano 1967 in der Zeichentrickserie „The New Adventures of Superman“ zu sehen: In der Folge „The Chimp Who Made it Big“ wurde die Origin-Story des Affen aus der Comicserie nahezu 1 zu 1 nacherzählt. In den 1990ern trat Titano in der Zeichentrickserie „Superman: The Animated Series“ in der Episode „Monkey Fun“ auf (US-Synchronstimme: Frank Welker) in der seine altbekannte Origin-Geschichte abermals – diesmal etwas freier – nacherzählt wurde.
In Anspielung auf Titano wurden später Figuren geschaffen wie Stupendo, the Simian Supreme in der Serie „Supreme“, in der Serie „Tom Strong“ trat ein Titano-ähnlicher Affe namen „Terrifo the Super Ape“ auf und „Titano On Million“.

### Tolos
Tolos ist ein außerirdischer Magier, der Superman in erbitterter Feindschaft verbunden ist. Er ist eigentlich ein Wesen aus lebendiger rosa-lilafarbener Energie und debütierte in Superman #107 von 1995 (Autor: Dan Jurgens). Tolos war der Besitzer einer geschrumpften Stadt namens Kandor, die er in einer Flasche aufbewahrte. Kandor wird von zahllosen – ebenfalls geschrumpften – Wesen bewohnt. Bei diesen handelt es sich um Kreaturen von den verschiedensten Planeten, die Tolos und die Vorbesitzer der Flaschenstadt gefangen genommen, geschrumpft und in die Stadt versetzt haben. Viele der Bewohner sind auch Nachfahren der ursprünglichen Opfer von Tolos. Die Körper der Flaschenstadtbewohner kann Tolos nach Belieben aus der Flasche heraufbeschwören, um vorübergehend die Kontrolle über sie zu übernehmen. Sein bevorzugter Körper war dabei ein grünhäutiger, chinesisch aussehender Mann mit weißen Haaren, der dem Klischee des Magiers, das Tolos pflegte, auf idealtypische Weise entsprach.
Diese war mit einer Dimensionsbarriere überzogen, d. h., Kandor existierte in einer anderen Dimension, was es den Bewohnern der Stadt unmöglich machte, die Flasche zu verlassen: Tolos konnte zwar von außen auf die Stadt zugreifen und in dieser umherreisen, den Bewohnern war es aber unmöglich, die Barriere zu durchbrechen. Wenn er keine Verwendung mehr für einen Körper hatte, so schickte er diesen in die Flasche zurück, wo sodann der eigentliche Besitzer erneut die Kontrolle über ihn erlangte. Superman traf Tolos erstmals während einer Reise durchs Weltall in der Weltraumstadt Haven, in der er zu dieser Zeit als Wunderheiler niedergelassen war. Tolos half Superman, seinen verletzten Freund Mope zu heilen, versuchte danach aber – vergeblich – Supermans Körper zu übernehmen und diesen nach Kandor zu verbannen. Tolos war gezwungen zu fliehen. Später kam er jedoch zur Erde und versuchte erneut Superman gefangen zu nehmen und nach Kandor zu sperren (Action Comics #725). Auch dieser Versuch ging fehl, als Tolos scheinbar von dem Daxamiter Cil Gand, dessen Körper er übernahm, durch dessen Selbstmord mitgetötet wurde (Superman #116). Superman nahm Kandor hernach in Verwahrung und versuchte eine Möglichkeit zu finden, seine Insassen zu befreien. Wie sich später (Man of Steel #69) zeigte, hatte Tolos jedoch überlebt und war im Inneren von Kandor untergetaucht, wo er den Körper der Kriegerin Faern bewohnte. Nach seiner erneuten Niederlage gegen Superman und den Helden Atom konnte Tolos in der Dimensionsbarriere, die dem Glas der Flaschenstadt angeschmiegt ist, verschmolzen werden und ist seither ein lebendiger Gefangener in der energetischen Phasenbarriere.

### Toyman
Der Toyman (dt. „Spielzeugmann“), alias Winslow Schott, ist ein geisteskranker ehemaliger Spielzeugbauer, der Superman mit seinen Erfindungen das Leben schwer macht. Der Toyman, der in Action Comics #64 vom September 1943 (Autor: Jerry Siegel, Zeichner: Joe Shuster) debütierte gehört zu den traditionsreichsten und beliebtesten Superman-Schurken und hat im Laufe der Jahrzehnte verschiedenste Inkarnationen erlebt. Bei seinen Verbrechen greift er auf modifizierte Spielzeuge zurück die mit wundersamen Fähigkeiten ausgestattet sind. Obwohl sie stets putzig anzusehen sind, sind seine Schöpfung mitunter höchst gefährlich. Zu seinen Erfindungen zählen unter anderem lebensgroße Aufzieh-Panzer, säureverspritzende Wasserpistolen und Spielzeugsoldaten mit richtigen Gewehren. Der ursprüngliche Toyman, wie er in den 1940ern geschaffen wurde, war ein flamboyanter Clown, der Superman mit grotesken Erfindungen foppte, ohne eine wirkliche Gefahr darzustellen. In den 1990ern entwickelte der Autor Dan Jurgens den Toyman – bis dato ein leutseliger, extrem kinderlieber, dicklicher kleiner Mann mit fülligem Haar und einem putzigen, farbenfrohen Anzug mit Schleife der ihn aussehen ließ wie eine Figur aus einem viktorianischen Kinderbuch von Lewis Carroll – zu einem grausamen, leidenschaftlichen Kindermörder fort.
In den 1940ern war der Toyman einer der häufigsten Superman-Widersacher, in den 1950ern bis 1990ern war er ein ansatzweise häufig auftretender Widersacher. Nach dem Neustart der Superman-Serie 1986 wurde der Toyman in Superman #13 von 1988 als ein arbeitsloser britischer Spielzeugmacher neu eingeführt. Er kommt in dieser neuen Version in Supermans Heimatstadt Metropolis um sich an Supermans Erzfeind, dem Geschäftsmann Lex Luthor dafür zu rächen, dass er nach der Übernahme seiner Arbeitgeberfirma durch Luthors Konzern LexCorp entlassen wurde, da seine Spielsachen nicht mehr zeitgemäß seien. Seine Anschläge auf Luthors Leben werden von Superman vereitelt, der ihn schließlich ins Gefängnis bringt. In späteren Abenteuern tut er sich erst als Beschützer von Kindern hervor, die er entführt um sie dem Zugriff ihrer unfürsorglichen Eltern zu entziehen (Action Comics #653). Später (Superman #83) macht er eine dramatische Wandlung durch: Aus Verbitterung darüber, dass eine Actionfigur die man von ihm gemacht hat und in der Reihe „Supermans Feinde“ verkaufte, von den Kindern nicht angenommen wurde und zum Ladenhüter verkam, während andere „brutalere“ Gegner-Figuren sich weitaus häufiger verkauften, entschied er sich neu zu definieren. Der Toyman rasierte sich eine Glatze und begann Stimmen – namentlich die seiner toten Mutter – zu hören die ihn anspornten grausame Verbrechen zu begehen. Aus Hass auf die Kinder, die ihn als „lieben Schurken“ nicht annehmen wollten, beginnt er sich Kinder als „Spielgefährten“ zu entführen, diese zu missbrauchen und zu ermorden. Zu den Kindern die er ermordete gehörte unter anderem Adam Grant, der Sohn der Reporterin Cat Grant, einer Freundin von Supermans Alter Ego Clark Kent (Superman #84). Dieser psychotische Toyman tat sich später unter anderem mit dem Cyborg zusammen (Superman Red/ Superman Blue). Von der Kritik wurde dieser neue von Dan Jurgens geschaffene Toyman als eine genrekritische Reflexion interpretiert, mit der der Autor, die übermäßige Popularität grausamer, blutrünstiger und rücksichtsloser Schurken im Vergleich zu skurrilen Sympathen in den 1990ern anprangern wollte. Hierfür sprechen unter anderem die selbstreferenziellen Hinweise in den Comics, dass fiktive Kinder innerhalb der Comics sich mehr für jene Gegner Supermans interessieren die keine Skrupel kennen als für jene die gutmütig sind.
In den 1970ern wurde mit Jack Nimballer ein zweiter Toyman, ein Nachahmer geschaffen. Dieser debütierte in Action Comics #432 vom Februar 1974. Er bediente sich des gleichen Modus Operandi wie der erste Toyman trug jedoch ein Hofnarrenkostüm. Dieser Toyman wurde schließlich in Superman #305 von Schott getötet, der nach dem Mord seine Identität als „Spielzeugmann“ wieder beanspruchte.
In der Reihe „Superman/ batman“ tritt gelegentlich ein zweiter Toyman (Debüt in Superman #177) auf. Bei diesem handelt es sich um einen jungen japanischen Erfinder namens Hiro Okamura, der die Helden mit Erfindungen ausstattet.
Der Toyman trat in zahlreichen anderen Medien auf: 1966 in der Zeichentrickserie „The New Adventures of Superman“, in den 1970er und 1980er Jahren in der Zeichentrickserie „Challenge of the SuperFriends“ (US-Stimme: Frank Welker). In der Superboy-Serie der 1980er porträtierte Gilbert Gottfried einen Toyman-Verschnitt. In der Serie „Die Abenteuer von Lois und Clark“ aus den 1990ern trat Sherman Hemsley (später auch grant Shaud) als Toyman auf (der allerdings stets nur als Winslow P Schott bezeichnet wird). Die Zeichentrickreihe „Superman: The Animated Series“ stellte eine sehr düstere Variante der Figur vor (US-Synchronstimme: Bud Cort), die auch in der Serien „Justice League“, „Justice League Unlimited“ und „Static Shock“ auftrat. Dieser Toyman ähnelt einer immer-grinsenden lebenden Puppe, welche bevorzugt Raketen und andere schwere Waffen verwendet.

### Tribunal Prime
Tribunal-Prime war ein geisteskranker außerirdischer Richter, der Superman während der „Trial of Superman“-Storyline zu einem Schauprozess ins Weltall verschleppen ließ, in dem er wegen stellvertretend der Zerstörung Kryptons durch die Taten eines Vorfahren angeklagt wurde. Tribunal Prime – ein blauhäutiger, stämmig gebauter Außerirdischer in einer weißen Robe – wurde von einem wilden, keine Diskussion duldenden Urhass auf Superman angetrieben, dessen Gründe niemals erklärt wurden (eine Fortsetzung der „Trial“-Storyline in der die Motive für sein Handeln dargelegt werden sollten kam nie zustande). Er debütierte in Superman: The Man of Steel #50 vom November 1995 (Autorin: Louise Simonson, Zeichner: Jon Bogdanove). Nachdem Superman seine Unschuld für die Taten seiner Ahnen glaubhaft machen konnte, wandten sich die übrigen Richter des Tribunals gegen Tribunal-Prime und befahlen seine Verhaftung wegen Korruption und Amtsmissbrauch. Bei dem Versuch sich der Verhaftung zu entziehen wurde Tribunal-Prime schließlich von einem seiner eigenen Wachsoldaten erschossen.

### Turmoil
Siehe Turmoil.

### Ultra-Humanite
Der Ultra-Humanite ist der älteste Superman-Gegenspieler überhaupt. Er debütierte in Action Comics #13 vom Juni 1939 (Autor: Jerry Siegel, Zeichner: Joe Shuster). Der Ultra-Humanite ist ein verrückter Wissenschaftler, der über die Gabe verfügt, sein Bewusstsein in jeden Körper seiner Wahl zu versetzen und den betreffenden Körper fortan zu kontrollieren. In den frühen Superman-Geschichten ergriff der Humanite immer wieder Besitz von zahllosen Körpern verschiedenster Art (den der Schauspielerin Dolores Winters, den eines Tyrannosaurus, eines Rieseninsektes und den eines mutierten Albinogorillas). Der eigentliche Körper war dabei der eines verkrüppelten, glatzköpfigen Wissenschaftlers mit genialen Fähigkeiten, der seine Erfindergabe benutzt, um seine Handlanger mit futuristischen Waffen auszustatten und seinen eigenen Körper in immer neue „Wirtskörper“ zu transportieren. Sein Ziel war – wie zu dieser Zeit allgemein üblich –, die Weltherrschaft an sich zu reißen. Der Humanite war Supermans ursprünglicher Erzfeind, trat aber nur bis 1940 in dieser Rolle auf, um im Folgenden durch die Figur des Wissenschaftlers Lex Luthor ersetzt zu werden, in der die Autoren mehr Potential sahen. Mit Action Comics #21 von 1939 verschwand die Figur für mehrere Jahrzehnte aus der Superman-Reihe. In den 1970ern wurde die Figur in der Serie Justice Society neu belebt (Justice League #195): Hier verlor der Humanite seine Fähigkeit, seinen Verstand in immer neue Körper zu versetzen, nachdem er ihn in den Körper eines weißfelligen Riesenaffen transportiert hatte. Dieser Affe war fortan – mit genialem Menschenverstand und den Körperkräften eines Gorillas – einer der Hauptschurken dieser Serie, in der er gegen die Helden der Justice Society und der All Star Squadron kämpfte. Nach dem Neustart der Superman-Serie 1986 trat der Ultra Humanite gelegentlich als Schurke in Reihen wie Justice League of America oder Legends of the DC-Universe sowie in Elseworld-Geschichten wie Superman/Batman: Generations auf. Daneben war er – als kultivierter Intellektueller gefangen in einem Affenkörper – in drei Folgen der Zeichentrickserie Justice League zu sehen (US-Synchronstimme: Ian Buchanan).

### Underworlders/Unterweltler
Siehe Artikel Unterweltler.

### Ursa

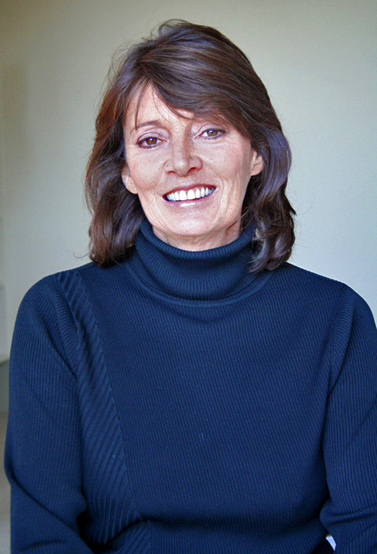
Schauspielerin Sarah Douglas

Ursa ist eine Verbrecherin vom Planeten Krypton. Sie ist durch die Phantomzone auf den Planeten Erde gekommen, wo sie, General Zod und Non Schrecken verbreiteten. Sie tauchen in Superman II – Allein gegen alle auf, wobei Ursa von Sarah Douglas dargestellt wird.

### War
War ist ein übermenschlich starker Schläger, der einer afroamerikanischen Jugendbande in Metropolis angehört. Er debütierte in Superman #147 von 1999.

### Warworldlers
Die Warworldlers sind drei Außerirdische namens Grub, Clawster, Rambeau, die von der Kriegswelt (Warworld), einer planetengroßen Raumstation, stammen. Bei einem gescheiterten Versuch des Schurken Brainiac, die Erde mit Hilfe der Kriegswelt zu erobern, strandeten die Warworldlers auf der Erde. In Supermans Heimatstadt Metropolis – wo sie sich unversehens wiederfanden – lebten sie fortan im Untergrund in den Abwasserkanälen und lebten zeitweise bei den Unterweltlern, einer Gruppe gutartiger Hybridwesen, die das Regierungsprojekt Cadmus geschaffen hatte, die in den U-Bahnschächten und Abwasserkanälen der Stadt ein klägliches Dasein führen. Nachdem der verderbliche Charakter und die bösen Ziele der Warworldlers erkannt wurden, wurden die drei von den Unterweltlern verstoßen und gefangen gesetzt. Nachdem sich herausstellte, dass die Unterweltler ihre drei schlechten Cousins nicht dauerhaft halten konnten, wurden diese den Behörden der Stadt Metropolis übergeben.

### White Rabbit
Siehe White Rabbit.

### Zod
Siehe bei General Zod.